# Lockheed L-1011 TriStar
El Lockheed L-1011 TriStar, comunament anomenat L-1011 (llegit «L-ten-eleven» en anglès) o simplement TriStar, és un avió comercial de reacció de fuselatge ample, fabricat per la companyia estatunidenca Lockheed Corporation. Va ser el tercer avió amb aquestes característiques en entrar en servei, després del Boeing 747 i del McDonnell Douglas DC-10, i igual que aquest últim, el TriStar disposa d'una configuració de tres motors.
El 1966, Lockheed va començar a treballar en el que va ser el seu primer avió de reacció comercial, a petició de l'aerolínia estatunidenca American Airlines, que requeria d'un avió per desplaçaments de radi mig, de gran capacitat però amb una longitud màxima de 56 metres, és a dir, de menor grandària que el Boeing 747. En el plec de condicions que havia sol·licitat American Airlines, també demanaven motors potents, amb menor consum i baix manteniment, per tal de transportar el màxim nombre de persones al menor cost per seient. El desenvolupament del TriStar no va estar exempt de problemes, a causa de les dificultats financeres que van posar en risc la producció del prototip i l'evolució de l'avió, doncs Lockheed passava per problemes financers causats pel sobrecost de l'avió de transport Lockheed C-5 Galaxy i per la cancel·lació del programa de l'helicòpter de combat Lockheed AH-56 Cheyenne. A més, va haver d'enfrontar-se a la fallida del fabricant britànic Rolls-Royce, provocada pels alts costos de desenvolupament del motor que equipava el L-1011, el RB211-22B.
El L-1011 va rebre el sobrenom de The Whisper Liner (en català: «el xiuxiuejador») en honor dels seus potents i silenciosos motors. Així mateix, va tindre una molt bona reputació quant a l'eficiència del servei, eficiència econòmica i, especialment, en qüestions tecnològiques per l'experiència de Lockheed en tecnologia aplicada en aviació, sent considerat l'avió més avançat durant els seus primers anys al mercat. No obstant això, no només va ser l'aparell més avançat de l'època, sinó que s'hi van aplicar nous procediments de construcció que mai no havien estat emprats fins llavors. Encara que després de la fi de la producció, Lockheed es va retirar del negoci de l'aviació comercial a causa del fracàs de vendes del TriStar, les quals estaven per sota de l'objectiu previst.
Entre 1968 i 1984 van ser fabricats un total de dos-cents cinquanta TriStar. Des de l'entrada en servei, el L-1011 ha estat implicat en 56 incidents, incloent 10 accidents aeris, i 534 persones mortes.

## Desenvolupament
Després de finalitzar la producció del Electra l'any 1962 la companyia Lockheed es trobava sense cap disseny d'avió comercial a la fàbrica de Burbank des de la fi de la Segona Guerra Mundial. Per tal de tornar a posar en marxa la fàbrica, Lockheed va organitzar un important projecte per tornar al sector comercial amb una sèrie d'accions que portarien a l'empresa gairebé a la fallida.

### El naixement d'un trirreactor
El 1966, quatre anys abans de l'entrada en servei del Boeing 747, moltes aerolínies mostraven un gran interès en un aparell petit de mig abast i de fuselatge ample. Les primeres especificacions les va sol·licitar American Airlines, que es va posar en contacte amb Lockheed i Douglas (a partir de 1967 coneguda com a McDonnell Douglas) per al disseny d'un avió de gran capacitat però de menor grandària del 747, bimotor, amb capacitat per enlairar-se en condicions meteorològiques tan dispars com les que es donaven en els centres de connexió dels que disposava la companyia a Dallas-Ft Worth i Nova York.

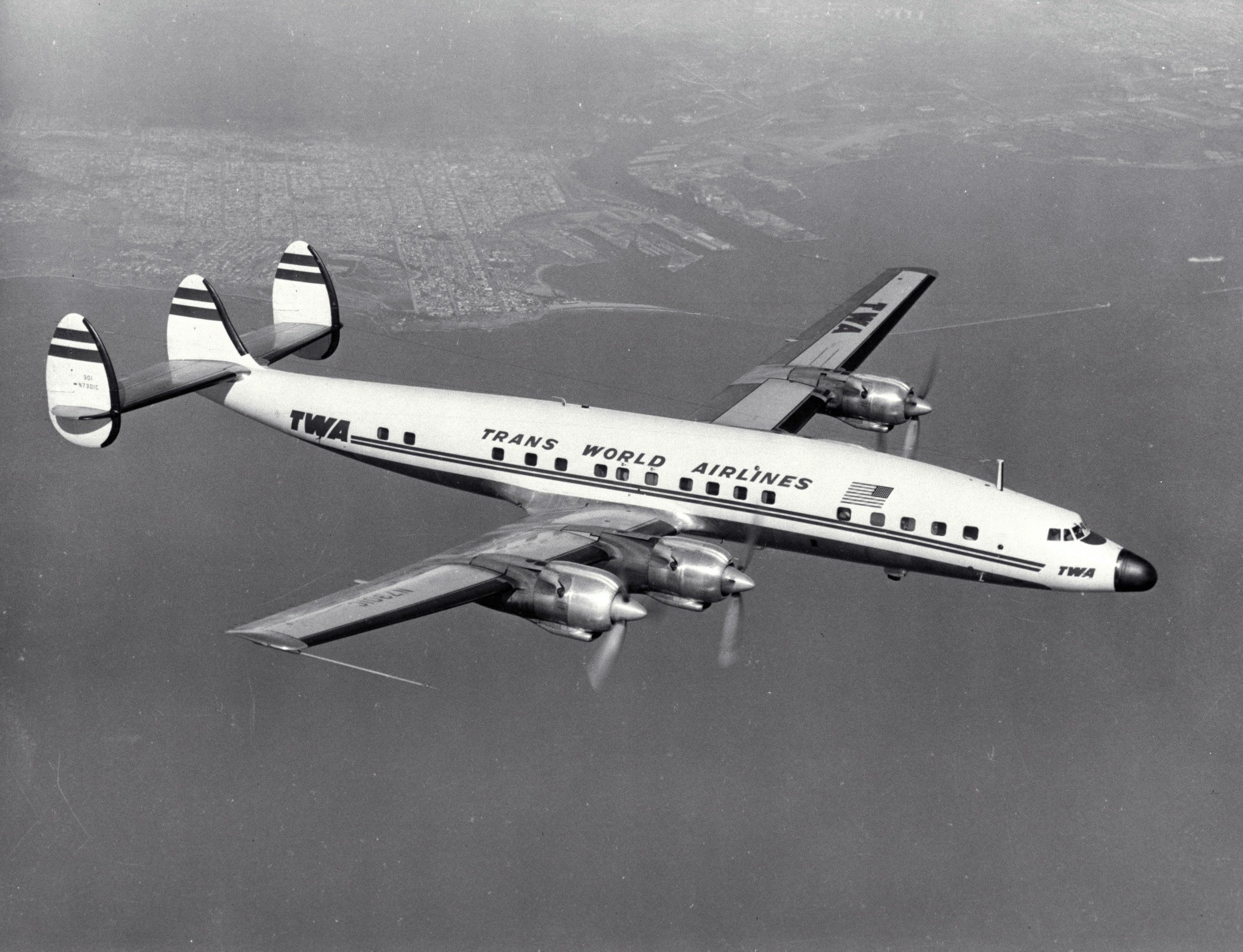
Lockheed L-1049 Constellation de la Trans World Airlines. Fins a l'arribada del L-1011 TriStar, era l'aeronau civil construïda per Lockheed Corporation amb major èxit comercial.

La companyia Lockheed s'ha distingit majoritàriament per la gamma de productes militars, però el seu historial pel que fa a les aeronaus civils es remunta fins al 1927 quan va ser introduït el monomotor de 6 seients Lockheed Vega. Posteriorment li seguirien els models Lockheed Sirius, Lockheed Altair, Lockheed Orion o el Lockheed L-1049 Constellation, que va néixer el 1943 i va arribar a gaudir de gran èxit comercial.

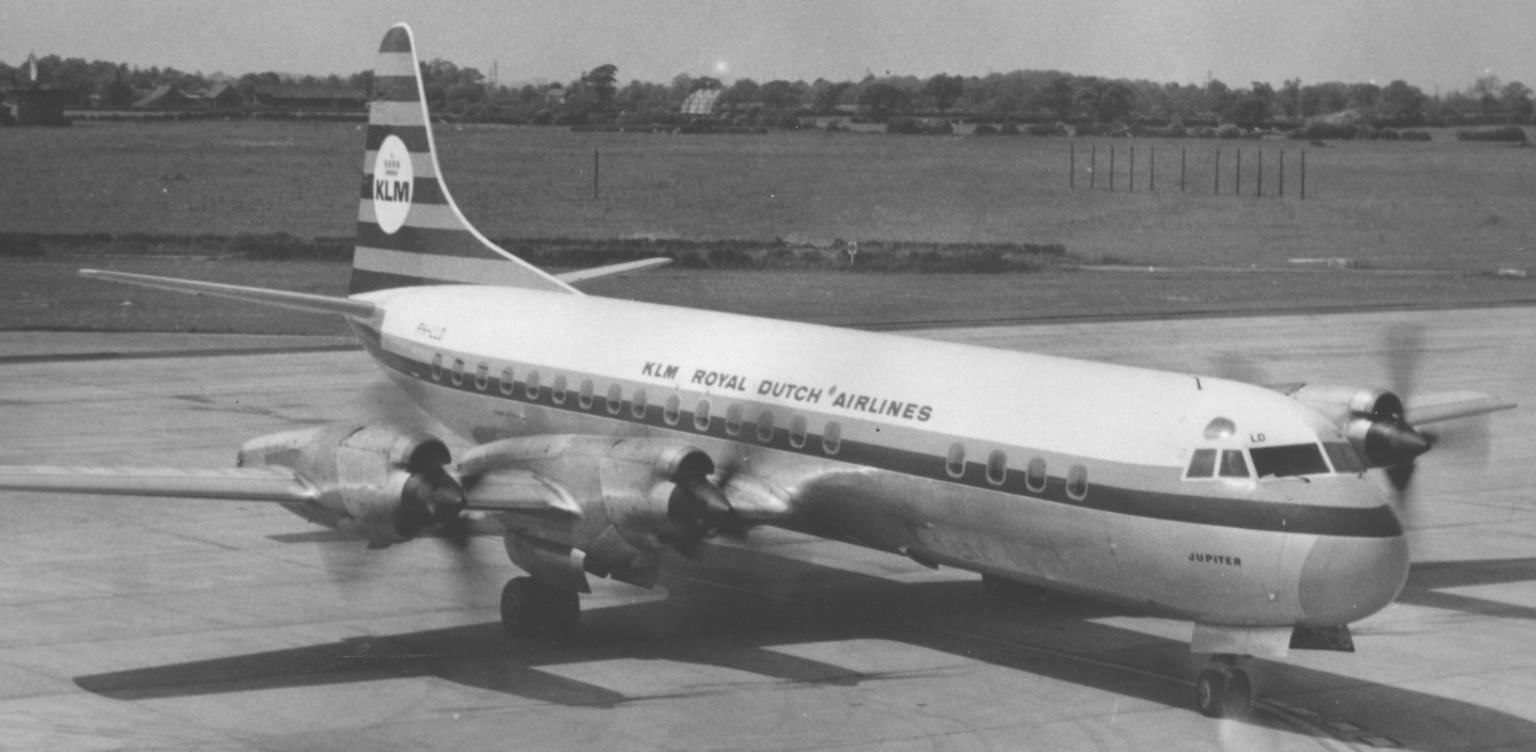
Lockheed L-188 Electra de KLM. Lockheed havia estat apartada del mercat de l'aviació comercial durant una dècada, a causa d'una sèrie d'accidents soferts per aquest model.

Però Lockheed havia estat absent del mercat d'avions civils des dels anys 1950 a causa de problemes amb el seu L-188 Electra, que havia sofert una sèrie d'accidents al principi de la seva carrera. No obstant això, després de tenir dificultats amb alguns dels seus programes militars, la companyia desitjava tornar a entrar al mercat civil, i la seva primera proposta, a la primeria de 1967, era un avió, batejat com a CL-1011/28 amb capacitat per 250 passatgers, amb un abast de 3000 quilòmetres i bimotor.
Després d'aquesta proposta, Lockheed va començar a millorar el disseny del projecte. A les especificacions d'American Airlines se sumarien les propostes d'Eastern Airlines, que recolzava el disseny d'un trirreactor per a una millor cobertura de les seves rutes més llargues, i es va sumar després Trans World Airlines, que igual que Eastern Airlines, demanava un trirreactor. Totes aquestes propostes van ajudar a Lockheed a finalitzar el disseny del L-1011. Per aquestes mateixes dates, Douglas també estava concloent el disseny del seu prototip DC-10.
El novembre de 1967, Lockheed havia tancat la fase de disseny i començava a oferir l'aparell amb el nom de L-1011-365 a diverses aerolínies. Lockheed havia previst que les aeronaus de 225-300 seients, com el L-1011, jugarien un rol fonamental en la prevenció de la congestió aeroportuària, davant dels petits avions que no farien més que agreujar el problema. El mes d'abril de 1968 Lockheed va anunciar la venda de 118 TriStar a Eastern Airlines, Twa i Delta AirlLines, i 50 unitats més a un consorci financer al que participava British United Airways. S'estimava que el L-1011 tenia un potencial de venda de 500 avions el 1975 (334 als Estats Units, 88 a Europa i 78 en altres parts del món), arribant fins als 800 el 1980 (493 als Estats Units, 197 a Europa i 110 en altres parts del món).

### El Lockheed L-1011 i el Douglas DC-10

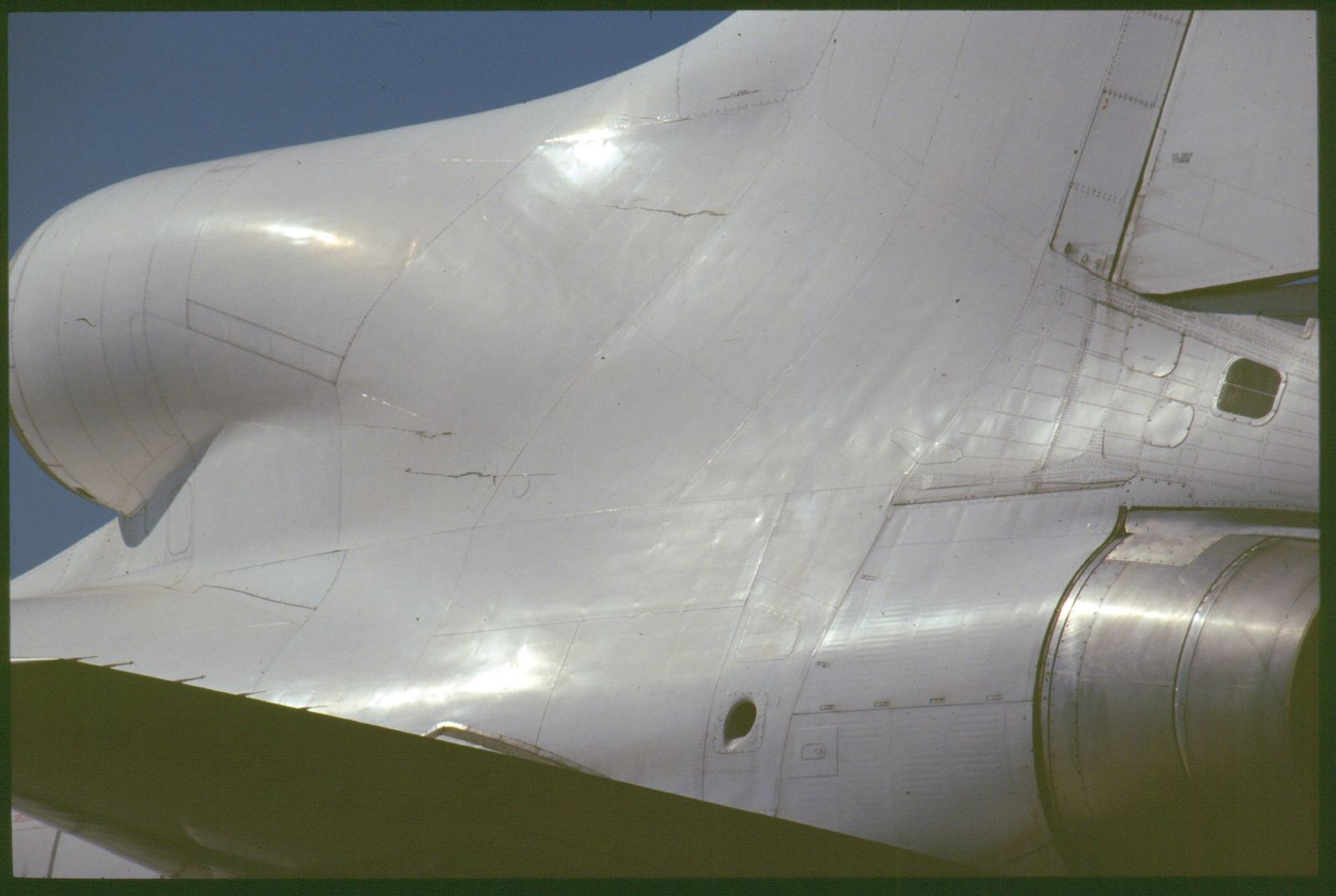
Imatge detallada de la secció posterior del Lockheed TriStar, on conté el conducte en forma de S.

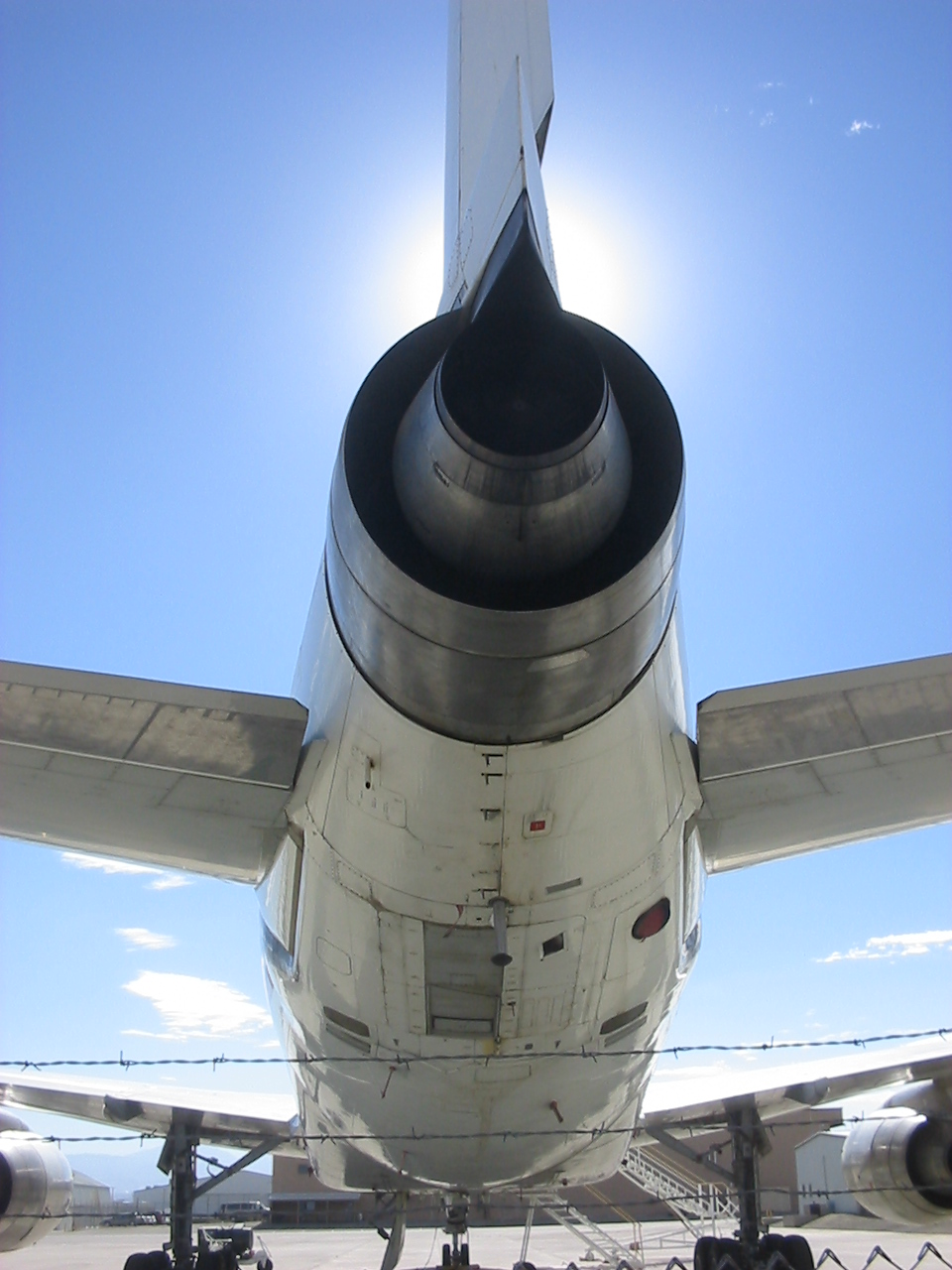
Imatge detallada de la cua del Lockheed TriStar. Es pot apreciar com el tercer motor queda integrat en el fuselatge de l'avió.

En iniciar el projecte del TriStar van anar apareixent moltes similituds físiques amb el Douglas DC-10 que resultaven incòmodes per a la companyia, però aquestes es devien principalment al fet que tots dos avions estaven sent projectats seguint les mateixes especificacions. Els paràmetres de disseny van estar molt influïts per les restriccions geomètriques i dimensionals dels aeroports com la longitud i ample de les pistes d'aterratge i enlairament; així que, encara que similars, no eren idèntics, sent la diferència més notable entre tots dos la posició del motor de cua.
Douglas va optar per una configuració de conducte recte amb el motor muntat sobre la cua seguint l'ordre d'acompliment dels motors en el seu DC-10, mentre que Lockheed va preferir col·locar el tercer motor integrat a la cua i al fuselatge, i al mateix temps, l'entrada d'aire unida a aquest en la part superior posterior. Aquest disseny és conegut com el conducte en forma de S. És més similar al disseny dels Boeing 727 o Dassault Falcon 50 que al del Douglas DC-10. Aquest tipus de solució feia més silenciós l'avió, alhora que li aportava major estabilitat que el DC-10.
Una altra gran diferència entre el L-1011 i el DC-10 era la planta motriu. El DC-10 tenia la possibilitat d'escollir entre motors General Electric CF6-50 i Pratt & Whitney JT9D, mentre que el TriStar només utilitzava els motors Rolls-Royce RB211. L'elecció del fabricant britànic va suposar problemes per al desenvolupament del TriStar, ja que, a principis de 1971, la companyia Rolls-Royce entrava en fallida, precisament pel cost de desenvolupament del RB211. Aquest contratemps va suposar per Lockheed retards i un avanç per al DC-10, que va poder entrar en servei abans que el TriStar.

### Prototip

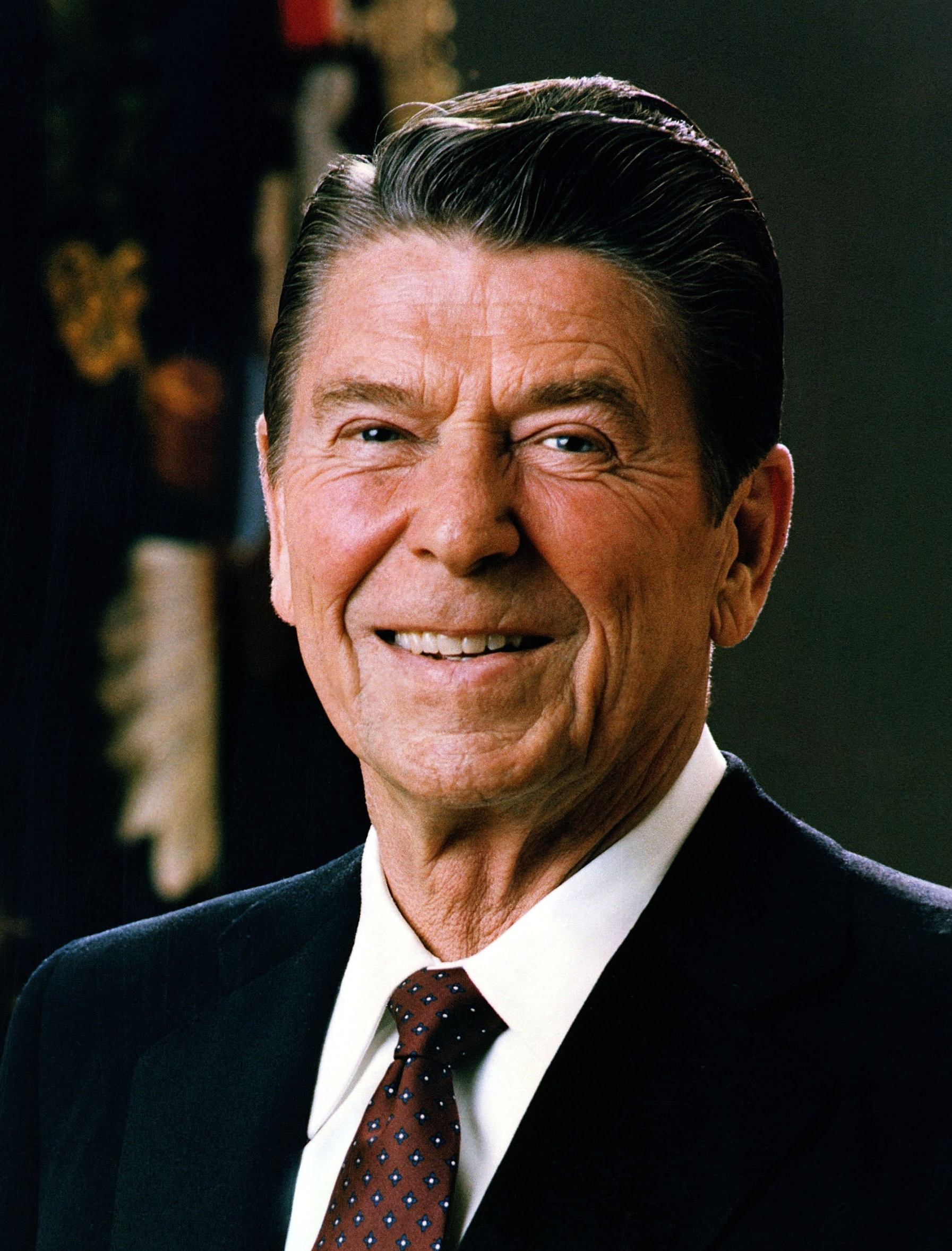
Ronald Reagan el 1981. El 1970, durant el seu mandat com a governador de Califòrnia, Reagan va apadrinar el Lockheed TriStar durant la seva presentació al públic.

La manufactura de les peces del primer L-1011 va començar l'1 de març de 1969, començant l'assemblatge de les mateixes en el prototip el 24 de juny del mateix any. La cabina i la part posterior del fuselatge van ser unides amb la secció central mitjançant una gran grua i la secció central del fuselatge en conjunt amb la crestallera de la panxa van ser unides amb les ales. El treball d'unió de peces del prototip va ser completat el 29 d'abril de 1970. Al juny, el primer trio de motors RB211 van arribar de Rolls-Royce i van ser instal·lats. Finalment, l'estabilitzador vertical i les altres parts de l'equip de vol i aviònica van ser ajuntades i el 20 de juliol de 1970, el prototip estava finalitzat.
L'1 de setembre de 1970 va arribar la data de presentació del L-1011. Ronald Reagan, aleshores era governador de Califòrnia, hi va ser convidat i va apadrinar el Lockheed TriStar durant la presentació al públic. El president de la Lockheed California Company, Chuck Wagner, va mostrar el prototip del L-1011 al governador i seguint amb la sortida reglamentària de l'aparell, va ser portat cap als hangars adjunts de la companyia per visitar les instal·lacions on es feien les proves de motors, càrrega, instruments i la instal·lació de sistemes d'enregistrament de dades del vol.
El 16 de novembre de 1970, dos anys i mig després de la data de llançament, el TriStar va enlairar-se de Palmdale (Califòrnia) en el seu vol inaugural amb el número de registre N1011. El pes a l'enlairament va ser de 151 t, que incloïen 38,6 t de combustible i 18 t d'instruments de prova —entre els quals es trobaven pots de aigua que simulaven el pes dels passatgers i l'equipatge i servien per avaluar els canvis del centre de gravetat de l'avió—; la distància recorreguda a l'enlairament va ser de només 1,6 km a una velocitat d'enlairament de 282 km/h.

### Problemes financers

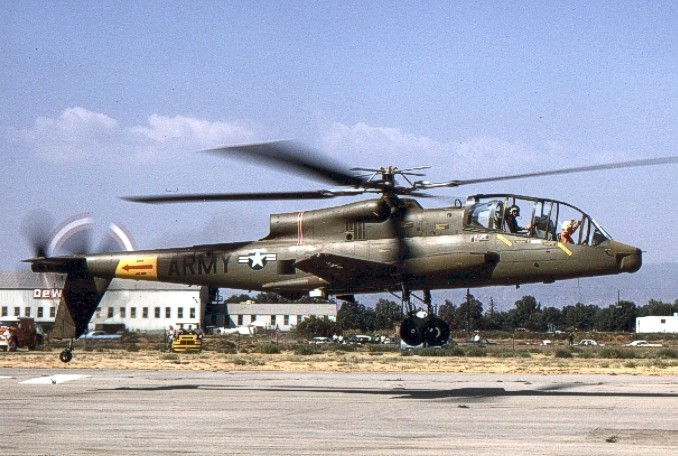
Prototip del Lockheed AH-56 Cheyenne. La cancel·lació del programa AH-56, com es preveia la venda de 375 exemplars per l'Exèrcit dels Estats Units, va ser un dur revés per a la situació econòmica de Lockheed.

El setembre de 1970, la companyia fabricadora dels motors Rolls-Royce va anunciar que els costos de desenvolupament del RB211 havien augmentat fins als 170,3 milions de lliures —prop del doble de l'inicialment planejat—, a més de que el cost unitari planejat excedia la quantitat de 230 375 lliures esterlines.
A part dels problemes financers pels quals estava travessant Rolls-Royce, altres obstacles també van fer passar dificultats econòmiques a Lockheed. El maig de 1969, Lockheed va demanar prestats US$400 milions, destinats a finançar el desenvolupament del TriStar i altres projectes militars. Gairebé un any més tard, el març de 1970, Lockheed va anunciar que estava en greus problemes financers, a causa dels desacords amb la Força Aèria dels Estats Units en el preu de l'avió de transport C-5A Galaxy. A més, la cancel·lació temporal del programa de compra de 375 unitats de l'helicòpter de combat AH-56 Cheyenne el maig de 1969 a causa de la Guerra de Vietnam, seguida de la cancel·lació definitiva del programa de desenvolupament el 1972, va agreujar encara més la situació.

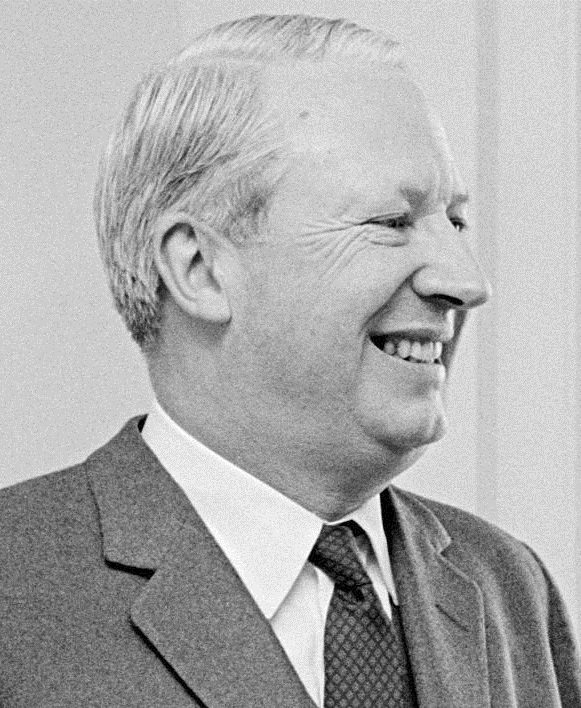
Edward Heath el 1966. Davant la situació de fallida en la qual es trobava la companyia Rolls-Royce, el govern de Heath va decidir nacionalitzar-la el 1971.

El 1971, Rolls-Royce s'havia declarat insolvent, i el 4 de febrer d'aquest mateix any va ser portada a concurs de creditors, ja que es considerava que havia aconseguit la situació econòmica de fallida. Aquesta situació posava en perill el programa del L-1011 TriStar. A causa de la seva importància estratègica, la companyia va ser nacionalitzada pel govern Conservador d'Edward Heath, permetent que el desenvolupament del RB211 es completés.
Lockheed estava també sumida en una situació vulnerable en ser Rolls-Royce l'únic proveïdor de motors pel TriStar. Això alterava els plans del L-1011, per la qual cosa la companyia va temptejar la possibilitat d'aconseguir un proveïdor als Estats Units, però es va considerar que canviar a altres proveïdors com General Electric o Pratt & Whitney retardaria el programa encara més.
Per continuar amb el desenvolupament del RB211, el govern del Regne Unit va requerir al govern dels Estats Units que garantís els préstecs bancaris que Lockheed necessitava per completar el projecte del L-1011. Malgrat existir certa oposició al tracte, el Secretari del Tresor dels Estats Units, John Connally, va garantir un total de 250 milions de dòlars, en tenir en compte que estaven en risc 24 000 ocupacions i una inversió de 1 400 milions de dòlars. Aquesta garantia crediticia va ser ratificada el 1971, després de la signatura per part de Richard Nixon del Emergency Loan Guarantee Act.
El maig de 1971, una nova companyia anomenada «Rolls-Royce (1971) Ltd.» va adquirir els actius, i poc després va signar un nou contracte amb Lockheed. El motor va ser finalment certificat per al vol el 14 d'abril de 1972, un any més tard del que originalment s'havia planejat, permetent al primer TriStar entrar en servei amb Eastern Airlines el 26 d'abril de 1972.

### Producció

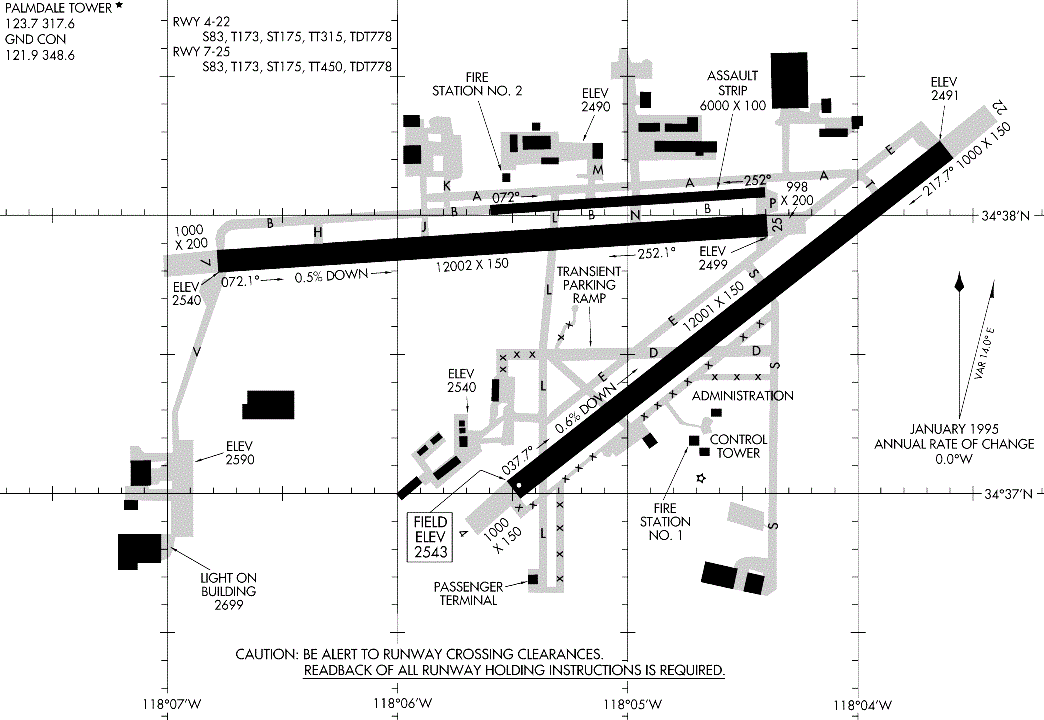
Diagrama de la Planta 42 de la Força Aèria dels Estats Units a Palmdale.

A l'inici del programa L-1011, Lockheed va prendre la decisió de construir unes noves instal·lacions que fossin capaces de poder complir amb les exigències de la producció. Encara que la majoria de les parts van ser construïdes a Burbank (Califòrnia), la companyia va gastar més de 50 milions de dòlars a construir una nova fàbrica dins del complex de la Planta 42 de la Força Aèria dels Estats Units, a Palmdale (Califòrnia) per a l'assemblatge final del TriStar. L'anomenada «Star Factory In The Desert» va ser un disseny totalment nou que ocupava 270 hectàrees (667 acres) de terreny.
El complex de Palmdale estava compost per set edificis i va ser dissenyat per incorporar els més avançats conceptes en la producció d'aeronaus i suport logístic; a més, el lloc resultava idoni en qüestions del clima, ja que el mateix era sec i molts treballs podien dur-se a terme a l'aire lliure i van arribar a treballar fins a 6000 persones.
American Airlines, l'aerolínia que inicialment havia proposat les especificacions per al desenvolupament i que havia demostrat un gran interès pel L-1011, va acabar comprant 25 unitats del Douglas DC-10 amb opció a 25 més. El que va portar a American a prendre aquesta decisió va ser l'acceptació per part de la companyia Douglas de reduir el preu del DC-10. Sense el suport d'American Airlines, el TriStar va començar a produir-se amb les comandes que primerament van realitzar les companyies estatunidenques TWA i Eastern Airlines.

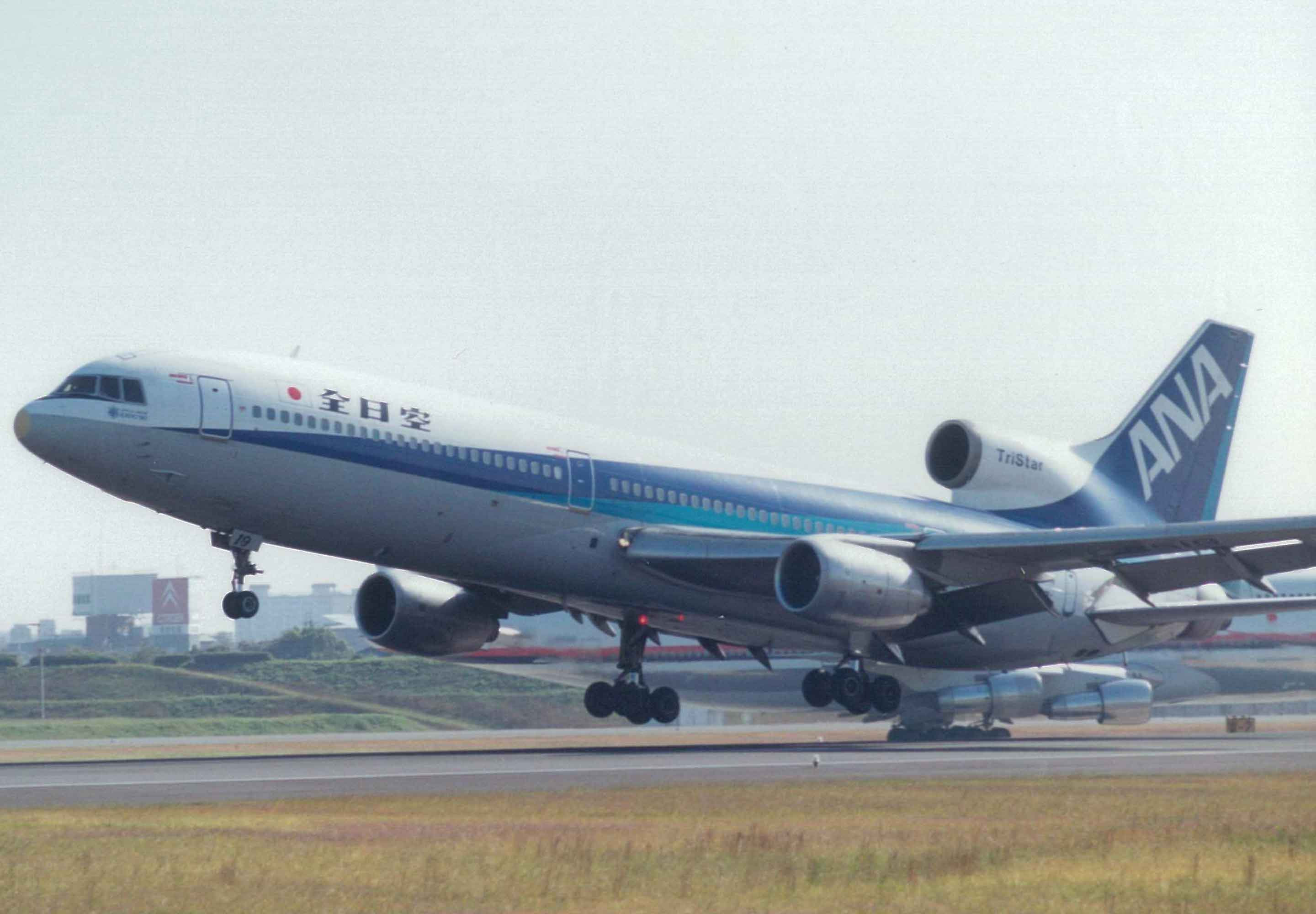
Un L-1011-1 d'All Nippon Airways aterrant a l'Aeroport Internacional d'Osaka.

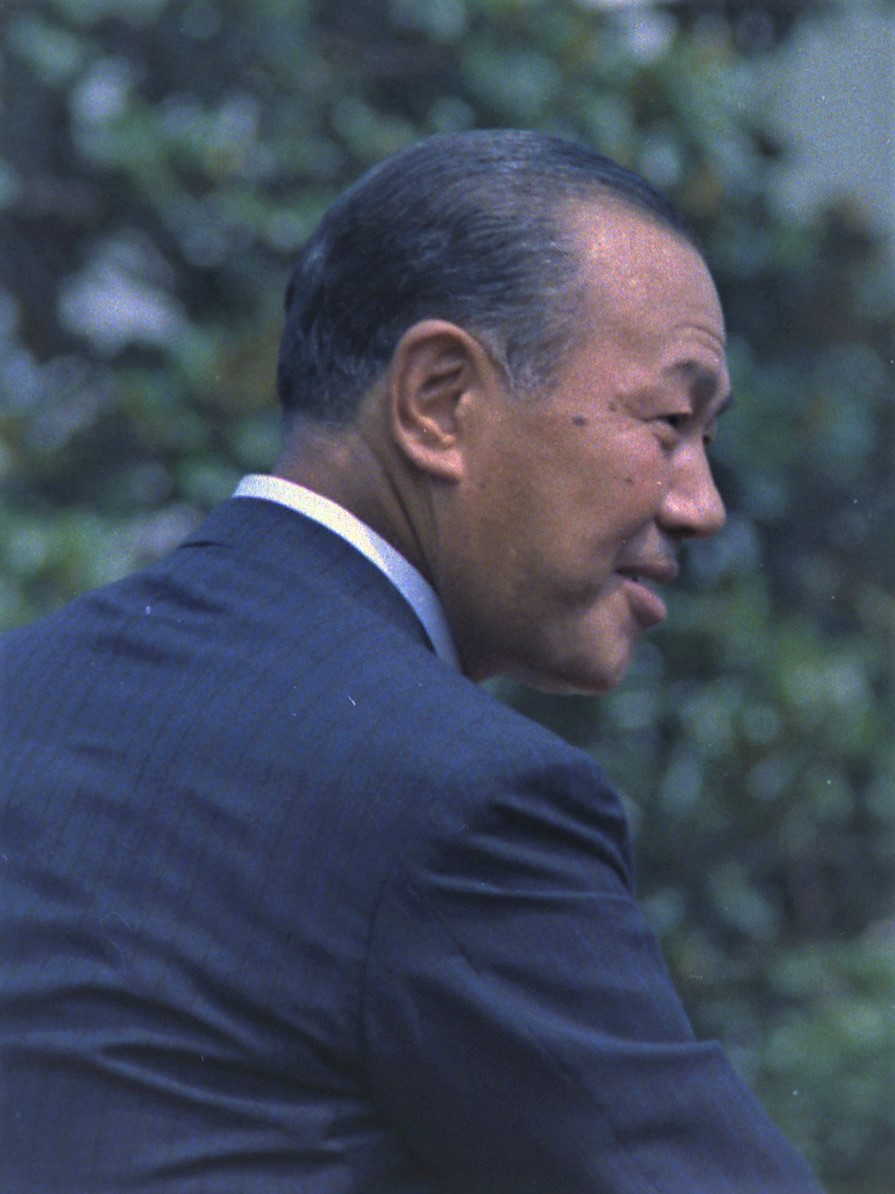
Kakuei Tanaka el 1973. Durant el seu mandat com a primer ministre del Japó, va estar involucrat en una trama de suborn per incentivar la compra del Tristar per part d'All Nippon Airways.

En un esforç per assegurar la quota de mercat, Lockheed havia subornat en secret a diversos membres del govern japonès per subvencionar la compra del L-1011 per part de l'aerolínia All Nippon Airways. No obstant això, l'assumpte va acabar sortint a la llum i va suposar un escàndol significatiu, que es va donar a conèixer com "l'escàndol Lockheed". Aquest va ser un dels diversos escàndols de suborn en els quals es va veure involucrada la companyia durant els anys 1960 i 70.
La trama de suborns va conduir a la detenció del primer ministre japonès Kakuei Tanaka, així com d'altres funcionaris del país. Dins de Lockheed, el president de la junta directiva Daniel Haughton i vicepresident de la mateixa i president de la companyia Carl Kotchian van dimitir dels seus càrrecs el 13 de febrer de 1976. Tanaka va ser jutjat i declarat culpable de violar les lleis de control d'intercanvis comercials amb l'estranger, però no va ser acusat de suborn, un delicte que al Japó és considerat més greu. Les conseqüències de l'escàndol van ser negatives per Lockheed, atès que a més de danyar la imatge de la companyia, es va posar en perill un contracte valorat en més de mil milions de dòlars per la venda del P-3C Orion per la Força Aèria d'Autodefensa del Japó.

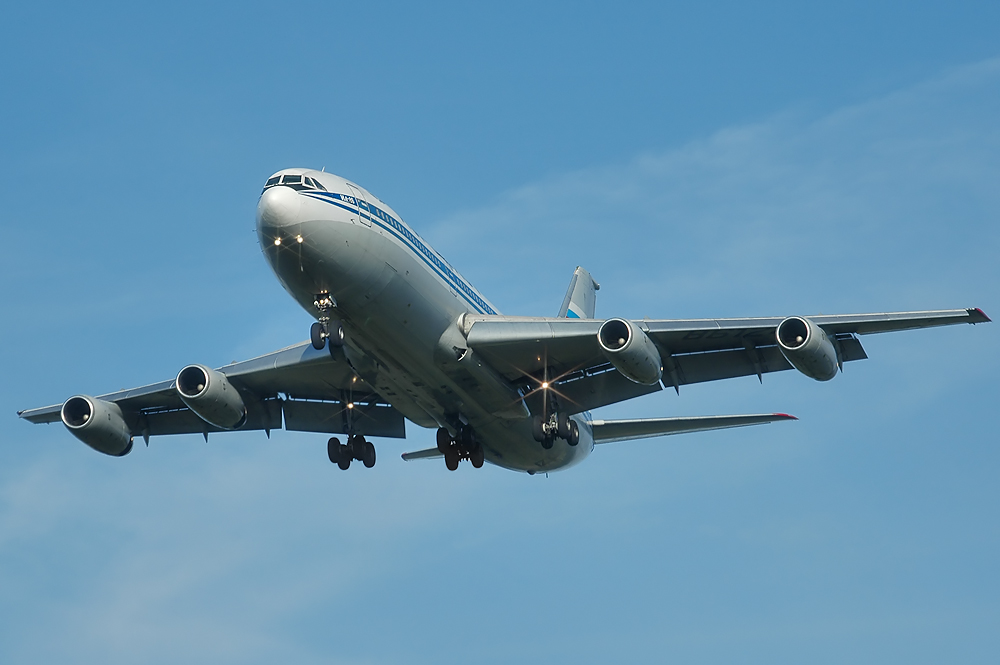
Un Ilyushin Il-86 de l'aerolínia russa Aeroflot. El retard en el desenvolupament d'aquesta aeronau, conjuminat al període d'acostament diplomàtic motivat pels acords SALT, va propiciar un intent d'exportació a la Unió Soviètica del L-1011 TriStar.

També Lockheed va intentar aprofitar el període de distensió creat arran dels acords SALT durant la Guerra Freda per exportar el TriStar. En aquella època, la Unió Soviètica mancava d'un avió de passatgers de fuselatge ample, atès que el seu propi projecte, el Ilyushin Il-86, s'havia retardat. L'any 1974, la Lockheed va presentar el TriStar a les autoritats soviètiques i membres d'Aeroflot, que posteriorment van iniciar negociacions per a la compra de 30 TriStar i l'adquisició d'una llicència de producció per fabricar fins a 100 unitats. Les converses es van enfonsar amb l'arribada al poder de Jimmy Carter, que va decidir canviar la política internacional dels Estats Units. El TriStar també estava en la llista del Coordinating Committee for Multilateral Export Controls (en català: «Comitè Coordinador per al Control de l'Exportació Multilateral») per a la prohibició d'exportació de tecnologia avançada a enemics potencials, sent així un greu obstacle per a l'acord d'exportació.

### Fi de la producció
En no tenir noves vendes, Lockheed va decidir el 1981 suspendre la comercialització del TriStar i finalitzar la construcció dels avions en llista d'espera. El fracàs del L-1011 TriStar no va ser tant per la competència de l'Airbus A300, el Douglas DC-10 o el Boeing 747, sinó que va ser víctima dels enormes costos i problemes del seu propi desenvolupament. A això se li van sumar els problemes de liquiditat pels quals passava Lockheed en la mateixa època, causats primerament pel sobrecost de l'avió de transport Lockheed C-5 Galaxy, que la Força Aèria dels Estats Units no va voler assumir pagant un preu més alt, i més tard per la cancel·lació del programa de l'helicòpter de combat Lockheed AH-56 Cheyenne. A més, la fallida de Rolls-Royce unida al lent desenvolupament del motor RB211 va fer retardar el desenvolupament d'una variant que competís amb la versió Douglas DC-10-30, llançada el 1973, ja que no va ser fins al 1979 quan Lockheed va respondre amb el L-1011-500.
El fet que no es van vendre prou L-1011 TriStar per obtenir prou guanys, va fer que Lockheed es retirés del negoci de l'aviació comercial. Des de llavors només es va dedicar a projectes militars.

## Disseny
La versió inicial del L-1011 va ser estructurada per 270 seients dividits en 3 classes, o 400 en una única classe amb una configuració de dos passadissos i deu butaques transversalment (3-4-3). La companyia Rolls-Royce va ser seleccionada com la subministradora de la planta motriu de l'avió. Els enginyers de Lockheed van creure que el constructor de motors anglès era la millor opció per subministrar els motors del TriStar; sent prèviament avaluats i descartats els motors Pratt & Whitney JT9D i General Electric CF6. Van escollir els motors RB211 de ventilador gran perquè tenien el nivell més baix de consum de combustible, gran força d'embranzida i baixa emissió de soroll i productes de combustió.
El L-1011 es va caracteritzar en l'època per ser un avió nou quant a les aportacions tecnològiques que incorporava, entre els quals cal destacar:
Quatre llums anticol·lisióLa majoria dels avions comercials que volaven en l'època només tenien dues llums anticol·lisió, com la vermella rotatòria o llums intermitents, una en la part superior del fuselatge i l'altra en el ventre. Per ser redundant, el L-1011 comptava amb dos en la part superior i dues en el ventre. En el cas que una no funcionés, l'avió podria continuar sense demorar el vol.
Funcionament de les portesEn el L-1011 les portes poden lliscar-se cap amunt, introduint-se en el fuselatge ja sigui en situacions d'emergència, o en manera manual. Això suposa que, en cas d'una emergència o evacuació, no existeixen obstacles que impedeixin que les portes s'obrin. En els altres aparells comercials del moment, aquestes portes només podien ser obertes cap a dins o cap a fora.
Aire condicionatEl sistema d'aire condicionat del TriStar renova totalment l'aire en la cabina cada 3 minuts, la qual cosa proporciona un ambient més agradable a l'interior de l'avió. La majoria dels avions comercials (fins i tot els moderns) empren la recirculació d'aire en la cabina de passatgers amb la finalitat d'estalviar combustible.

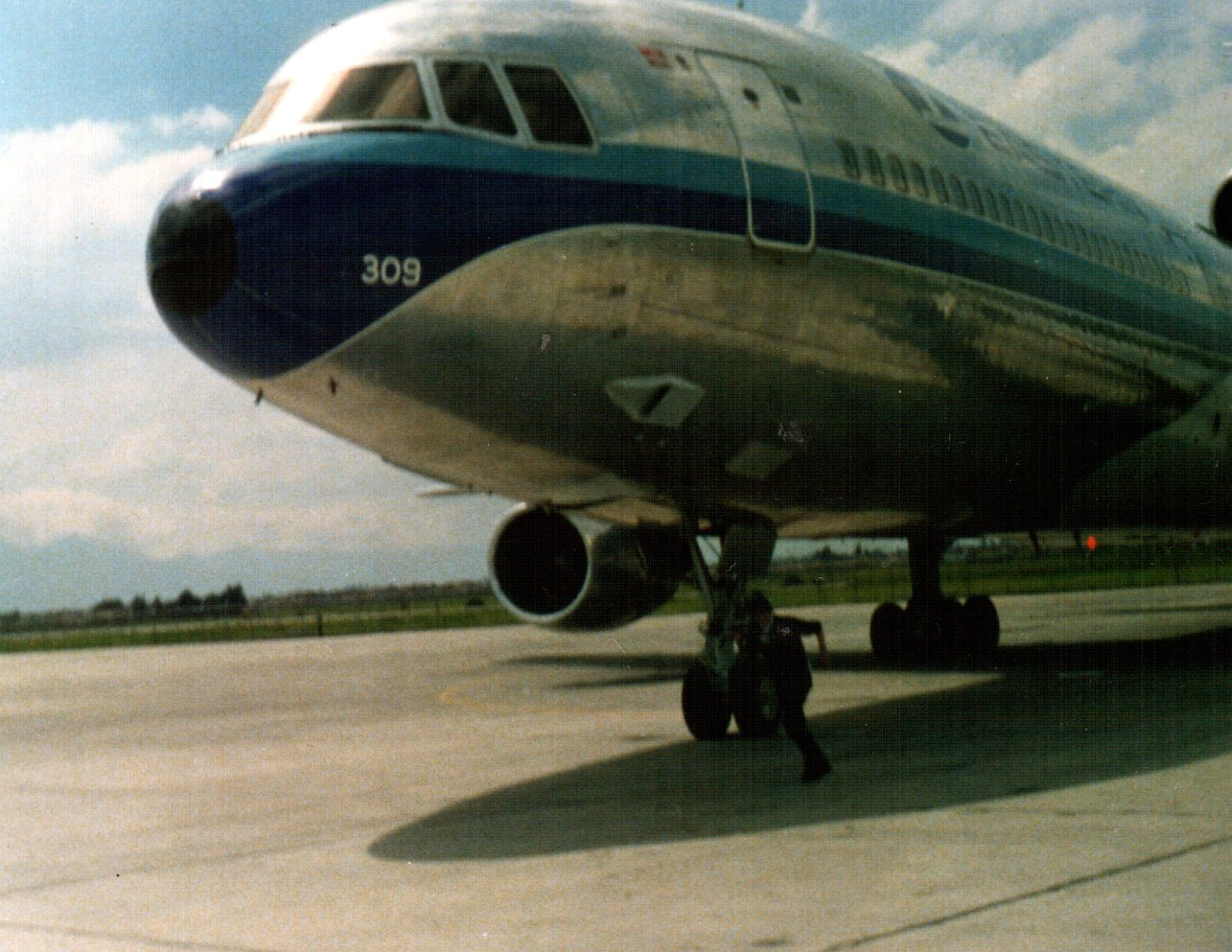
El L-1011-1 d'Eastern Airlines, matriculat N309EA, va sofrir un contratemps que va portar a la pèrdua de 3 de les 4 línies hidràuliques de les quals disposa l'avió. D'aquesta manera va demostrar la utilitat en la redundància del sistema.

Sistema hidràulicEl L-1011 disposa de 4 línies independents pel sistema hidràulic, encara que amb un sol sistema hidràulic és suficient perquè el TriStar pugui volar de manera segura. Associades a les quatre línies hidràuliques hi ha un total d'onze bombes (quatre accionades per motor, dues unitats de transferència d'energia, dos motors d'aire de la turbina, dos motors de corrent altern i una turbina d'aire d'impacte) que permeten la reconfiguració del sistema en cas de problemes. El L-1011 va ser també el primer avió comercial a incorporar una turbina d'aire d'impacte, que consisteix en una petita hèlix situada en el ventre del TriStar, que s'estén en el cas que fallin els tres motors per generar l'electricitat suficient per mantenir els sistemes vitals de l'avió. Aquesta redundància del sistema hidràulic va demostrar que era útil en un vol de l'Eastern Airlines el 1981 en el qual tres de les línies hidràuliques van fallar.
Pilot automàtic digitalEl L-1011 va ser el primer avió comercial de fuselatge ample a disposar d'un pilot automàtic digital, el Collins FCS-240, en lloc d'un sistema de pilotatge automàtic analògic.
Performance Management System (Sistema de Gestió de Rendiment)En alguns avions, per poder mantenir la velocitat òptima de creuer durant un vol era necessari realitzar nombrosos moviments de l'accelerador i correccions i això provocava que moltes companyies aèries optessin per volar a una velocitat superior a la de creuer, el que portava a un major consum de combustible. El Sistema de Gestió de Rendiment del TriStar va ser dissenyat per mantenir la velocitat amb el canvi de nivell de vol. Si la velocitat estava per sobre de la xifra triada, s'enviava una ordre a l'estabilitzador horitzontal, per la qual cosa l'aeronau ascendia un màxim de 50 peus per perdre velocitat; també es podia enviar l'ordre contrària per guanyar velocitat.

### El motor Rolls-Royce RB211

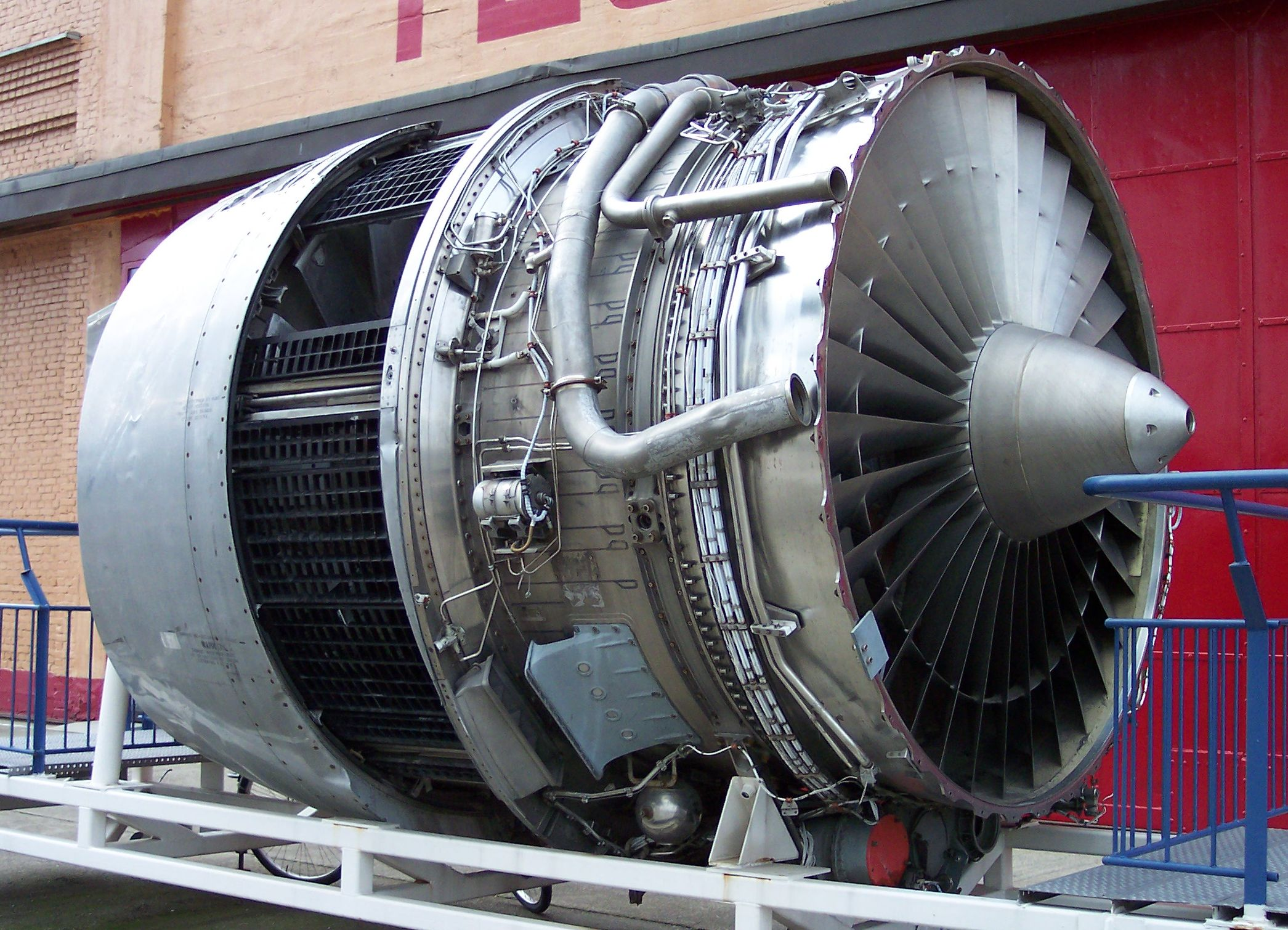
Motor Rolls Royce RB211 com l'empleat pel Lockheed TriStar.

El L-1011 va ser equipat amb tres motors turboventilador d'alt índex de derivació Rolls-Royce RB211 dissenyats pel fabricant britànic Rolls-Royce, emprant principalment dues variants del mateix: el RB211-22B en les primeres versions i el RB211-524B en les versions més modernes.
| Motors RB211 utilitzats en el L-1011 | Motors RB211 utilitzats en el L-1011 | Motors RB211 utilitzats en el L-1011 | Motors RB211 utilitzats en el L-1011 | Motors RB211 utilitzats en el L-1011 | Motors RB211 utilitzats en el L-1011 | Motors RB211 utilitzats en el L-1011                                         |
| Motor                                | Embranzida                           | Pes (kg)                             | Longitud (m)                         | Diàmetre (m)                         | Any                                  | Aplicat en les variants                                                      |
| ------------------------------------ | ------------------------------------ | ------------------------------------ | ------------------------------------ | ------------------------------------ | ------------------------------------ | ---------------------------------------------------------------------------- |
| RB211-22B                            | 186,82 kN (42 000 lbf)               | 4 170,78                             | 3,02                                 | 2,15                                 | 1972                                 | Lockheed L-1011-1 Lockheed L-1011-50 Lockheed L-1011-100 Lockheed L-1011-150 |
| RB211-524B                           | 222,41 kN (50 000 lbf)               | 4 451,55                             | 3,10                                 | 2,18                                 | 1976                                 | Lockheed L-1011-200 Lockheed L-1011-250 Lockheed L-1011-500                  |

## Variants

### Variants de producció

#### L-1011-1

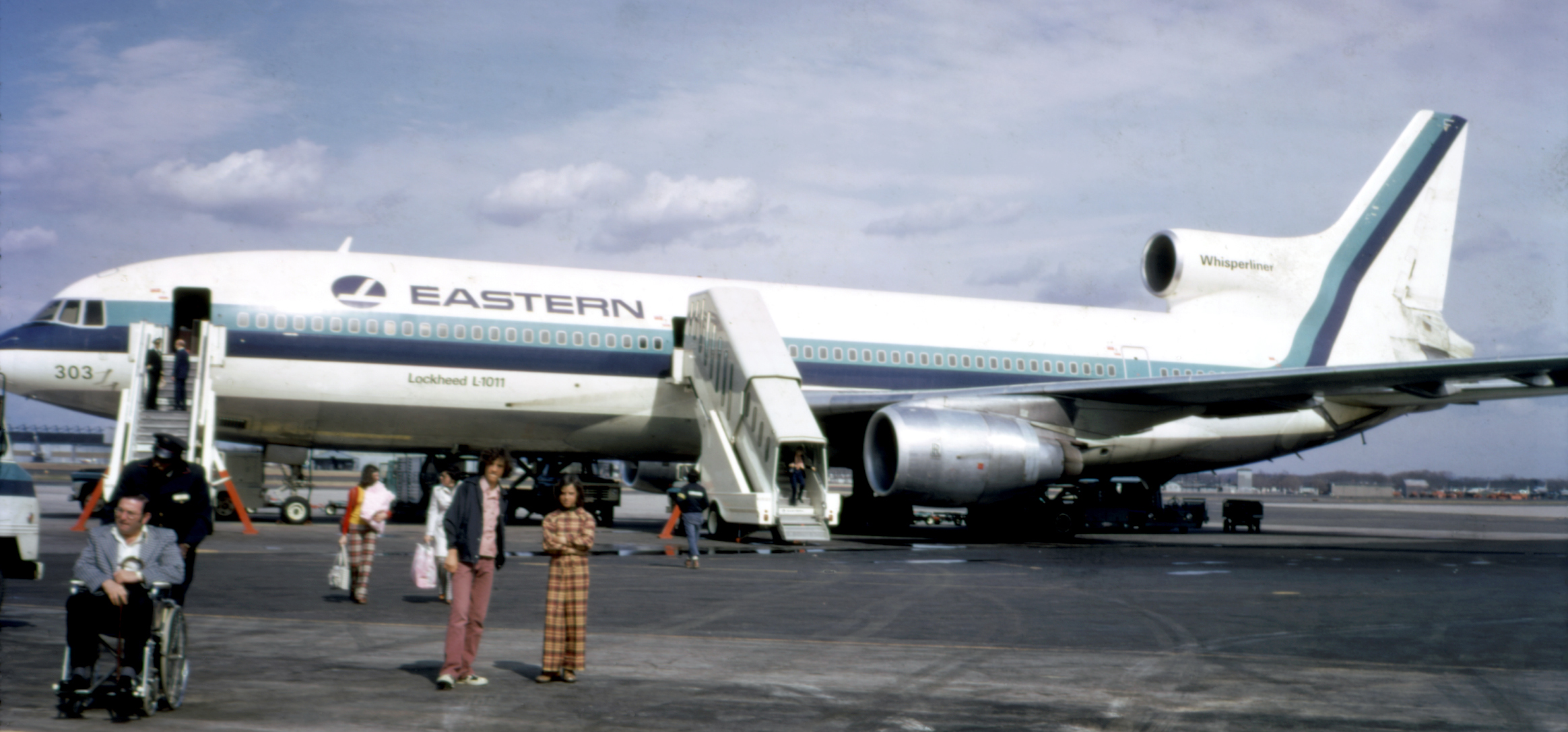
Un L-1011-1 d'Eastern Airlines, matriculat N303EA.

El L-1011-1 (nombre de certificació de la FAA L-1011-385-1) va ser el primer model de producció del TriStar, dissenyat per a vols de mitjà i curt abast, i va servir de base per a les variants posteriors. Aquesta variant va ser adquirida per Air Canada, All Nippon Airways, Cathay Pacific, Eastern Airlines i altres operadors de ruta regionals que requerien d'una aeronau de fuselatge ample. La companyia Pacific Southwest Airlines va comprar dos L-1011-1, que diferien dels altres avions de la versió -1 en tenir una coberta més baixa que la de sèrie. Aquesta versió específica per la Pacific Southwest també era l'única entre els avions de fuselatge ample, en disposar també d'una passarel·la d'embarcament integrada en el fuselatge. El primer L-1011-1 va ser lliurat a la companyia Eastern Airlines el 5 d'abril de 1972.
De la variant L-1011-1 es van arribar a fabricar 161 unitats, abans que la producció finalitzés el 1983, encara que la majoria d'aquests (119 del total) es van completar durant un període de quatre anys, entre 1972 i 1975. La majoria de les vendes del L-1011-1 van ser als operadors dels Estats Units - Delta, Eastern, i TWA - es van quedar amb 110 unitats i la Pacific Southwest Airlines es va quedar amb dues unitats més.

#### L-1011-100

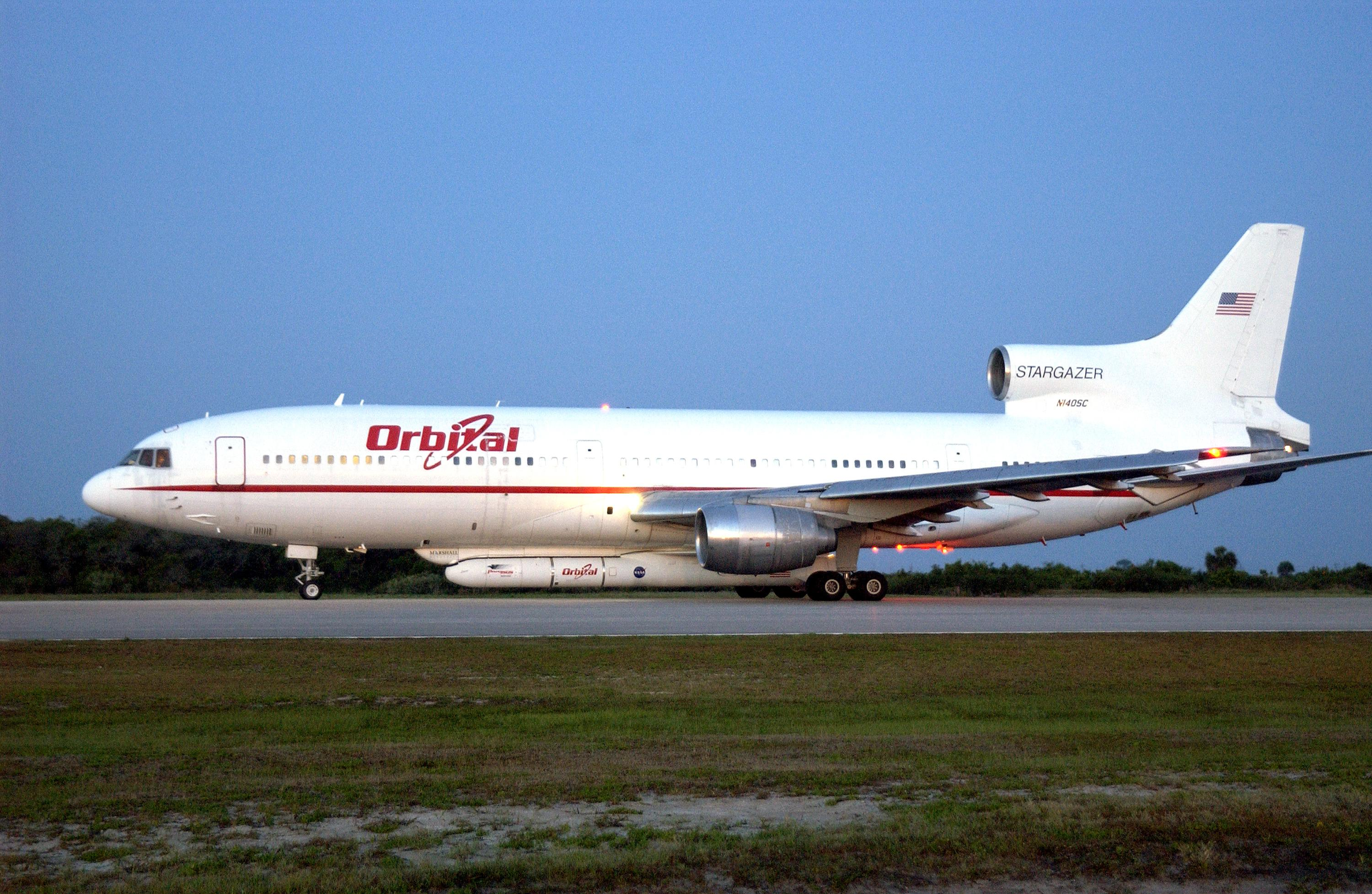
Un L-1011-100 d'Orbital Sciences, matriculat N140SC, portant un coet Pegasus XL.

El L-1011-100 (nombre de certificació de la FAA L-1011-385-1-14) va ser la segona variant de producció del L-1011 i va volar per primera vegada l'abril de 1975. Incorporava un tanc central de combustible nou i un pes brut superior que va augmentar el rang d'abast de l'aeronau en gairebé 1.500 km. Les comandes de llançament d'aquesta versió van ser realitzades per les companyies Saudia i Cathay Pacific, encarregant dues unitats cadascuna el maig de 1974. Els primers lliuraments van tenir lloc el juny de 1975.
La variant -100 va ser adquirida també per diverses línies aèries amb rutes de llarg abast, així com TWA, Air Canada i BEA. Els dos primers L-1011-100 (nombres de fabricació 1110 i 1116) van ser lliurats a Saudia amb la mateixa capacitat de combustible del L-1011-1 (nombre de certificació de la FAA L-1011-385-1-14), i posteriorment van ser actualitzats a la versió L-1011-200.
De la variant L-1011-100 van ser fabricades un total de 14 unitats.

#### L-1011-200
El L-1011-200 (nombre de certificació de la FAA L-1011-385-1-15) va ser la tercera versió del L-1011 TriStar en entrar en producció i va ser introduïda el 1976. Saudia va ser el client de llançament per a la sèrie -200, rebent el primer el 27 de maig de 1977, i arribant a operar una flota considerable fins al 1998.
Encara que aquest model és estructuralment similar a la sèrie L-1011-100, el L-1011-200 utilitza els motors Rolls-Royce RB211-524B, en lloc dels motors -22B, que milloraven el rendiment en condicions de calor i gran altitud. A part de la diferència en la motorització, el TriStar 200 bàsic és similar al L-1011-100. El seu pes màxim d'enlairament era de 211  000 kg, i la capacitat de combustible de 100.000 litres, igual que el L-1011-100. La possibilitat d'augmentar del pes brut fins als 215 000 kg era possible, amb un derivat que s'oferia com Lockheed -200IS o -200 Millorat. Igual que altres millores del TriStar, es va oferir a les companyies que utilitzaven un programa de conversió.
En total van ser fabricats 24 avions de la variant L-1011-200.

#### L-1011-500

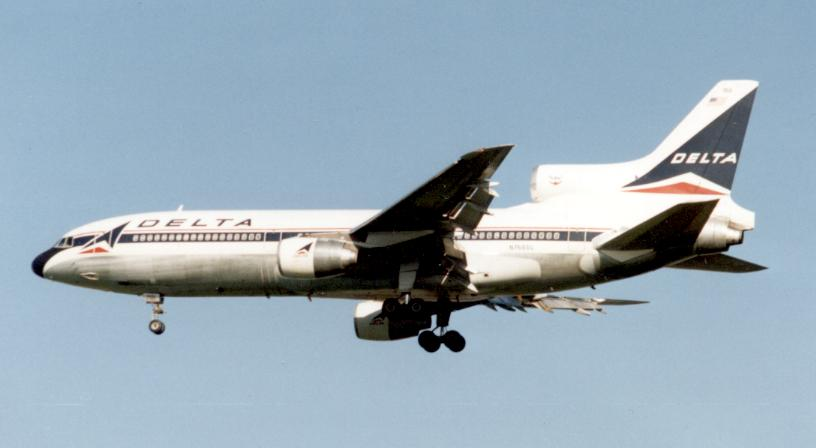
Un L-1011-500 de Delta Air Lines.

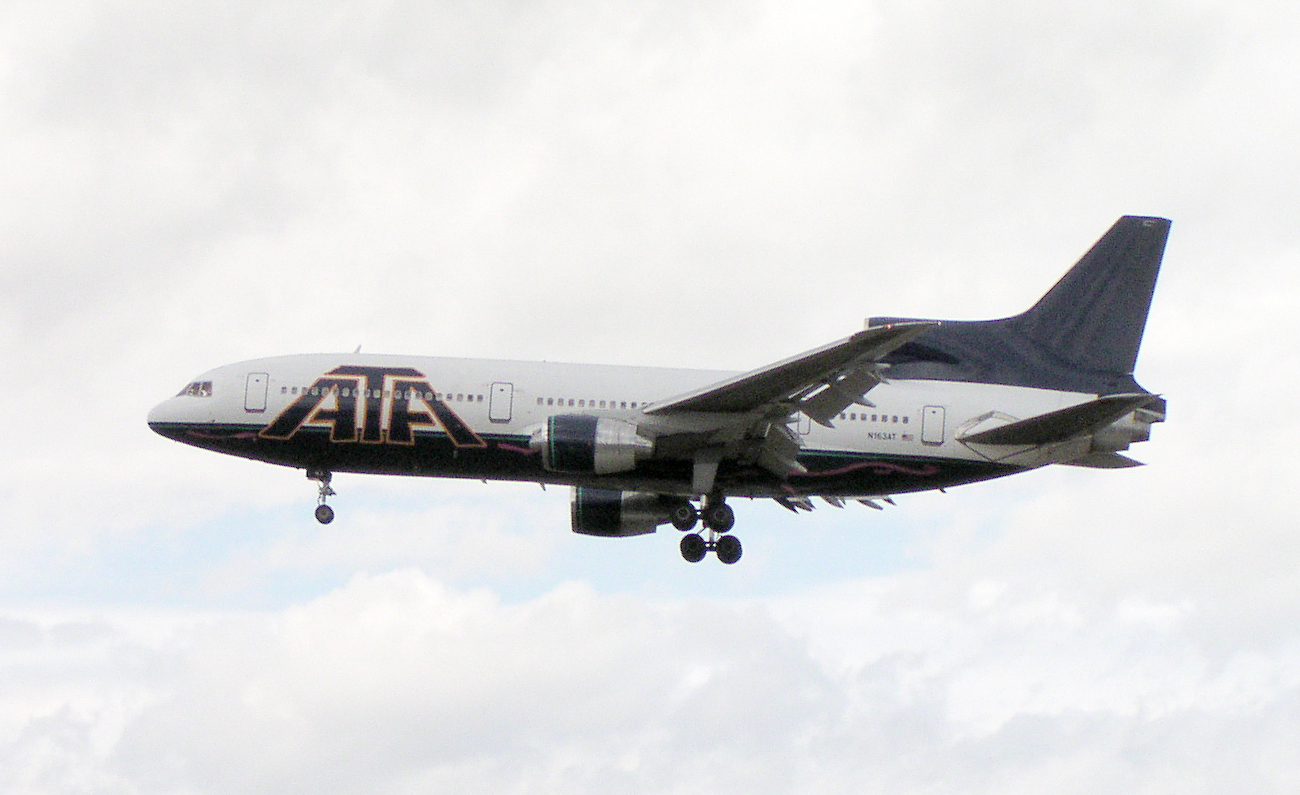
Un L-1011-500 d'ATA Airlines.

El L-1011-500 (nombre de certificació de la FAA L-1011-385-3) va ser l'última variant del TriStar a ser produïda. El L-1011-500 era una versió amb major radi d'abast, que va realitzar el seu primer vol el 1978. La longitud del seu fuselatge es va escurçar en 4,3 metres, i es va fer una reducció de dues portes d'embarcament pel que fa a les sèries anteriors. També es van instal·lar els potents motors que equipaven la sèrie L-1011-200. La variant L-1011-500 va ser popular en algunes aerolínies, i va formar una part important de companyies aèries com British Airways, Delta Airlines o TAP Portugal.
El TriStar 500 té una longitud total de 50,04 metres i una envergadura de 50,09 metres. Lockheed va desenvolupar algunes millores aerodinàmiques i tecnològiques pel TriStar 500 que inclouen: una modificació en l'estructura alar, millores en la presa d'aire dels motors, puntes de les ales esteses i «alerons actius» o sistema de control actiu (ACS).
El TriStar 500 està equipat amb els motors més potents Rolls-Royce RB211-524B. Aquest motor ofereix 50 000 lliures d'embranzida cadascun, però posteriorment també es va oferir amb el 524B4 millorat (també conegut com el -524B4I) amb la mateixa potència però que oferia una major eficiència de combustible.
La capacitat màxima del TriStar 500 és de 315 passatgers, encara que no va arribar a operar amb aquesta configuració en cap companyia. L'avió està equipat amb sis sortides, dues menys que els TriStar de les versions anteriors.
De la variant L-1011-500 es van arribar a construir un total de 50 aparells.

### Variants de modernització

#### Millora en els L-1011-1
El L-1011-1 té un pes màxim d'enlairament de 195.000 kg, i un pes màxim d'aterratge de 167.000 kg, encara que aquests pesos varien d'un avió a un altre en funció de l'edat, l'especificació, el nombre de sèrie i la configuració de l'aparell.

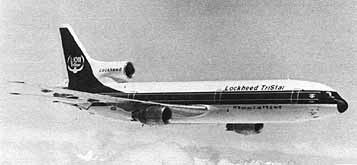
Prototip del Lockheed L-1011-1. Al cap de poc temps d'entrar en servei, es va descobrir que els avions de la sèrie 1 oferien un rendiment per sota del previst. Per solucionar aquests problemes, Lockheed va oferir diverses millores estructurals perquè aquest model aconseguís un millor rendiment.

Lockheed va descobrir molt ràpid que els TriStar sofrien un pes estructural major al planejat, a més d'uns motors més pesants i un consum de combustible major que el previst. Per corregir aquests problemes i per complir amb les garanties de rendiment, la companyia va desenvolupar un kit estructural que va permetre que el pes màxim d'enlairament augmentés en els avions de producció. Els problemes de pes van ser no obstant això un dur revés per a les vendes inicials del TriStar. Aquests primers avions (nombre de construcció 1002 fins a 1012) són coneguts per Lockheed com el Grup 1 d'aeronaus i és una variant que no és considerada com a estàndard, atès que té major pes en buit. També han estat sobrenomenats com a avions de «pre-capacitat de càrrega», i es fa referència a aquestes aeronaus en alguns sectors de la indústria amb el nom despectiu de «trineus de plom».
Els avions del Grup 1 tenien un pes en buit d'operació (OEW) de 114.600 kg, aproximadament 5.800 kg major que les versions de producció més tardanes, mentre que els avions del Grup 2 (nombre de construcció 1013 fins a 1051) tenen un OEW de 112.000 kg, uns 2.100 kg més elevat. Aquests avions en general també tenen diferents centres de gravetat, estant més avançats en aquestes versions més primerenques, la qual cosa els feia més restrictius a majors pesos bruts. Les aeronaus del Grup 1 i Grup 2 (nombres de construcció des del 1002 fins al 1051) només es poden actualitzar a les versions -50 o -150, encara que el Grup 1 d'aeronaus segueixen mantenint els seus inconvenients de funcionament. Els L-1011-1 del nombre de fabricació 1052 en endavant són el Grup 3 d'avions i són totalment actualitzables a totes les variants fins a l'especificació -250.

##### L-1011-50
El L-1011-50 va ser una versió millorada del L-1011-1 amb un augment del pes màxim a l'enlairament dels 195.000 kg a 200.000 kg, encara que sense arribar a comptar amb major capacitat de combustible. El -50 només estava disponible com un paquet de conversió dels L-1011-1 i mai va arribar a construir-se com una aeronau nova.
A la variant L-1011-50 es van convertir un total de 27 aeronaus de la sèrie -1.

##### L-1011-150

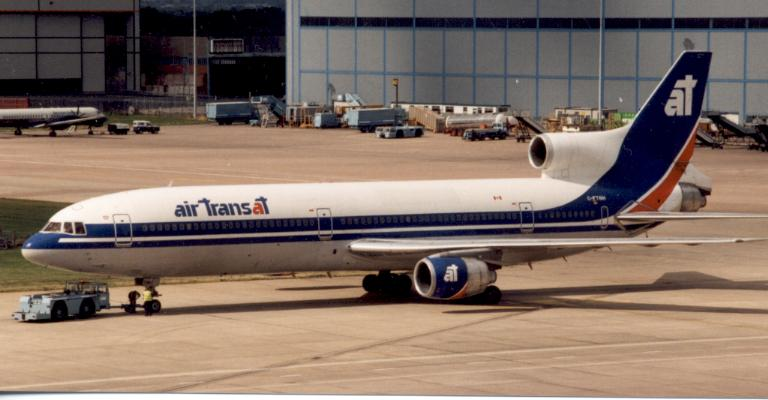
Un L-1011-150 TriStar d'Air Transat.

El L-1011-150 va ser un desenvolupament del L-1011-1 amb el pes màxim a l'enlairament incrementat, com una conversió dels L-1011-1 ja fabricats. La L-1011-150 consisteix en la conversió dels avions L-1011-1 del Grup 1 i Grup 2 a un pes màxim d'enlairament de 210.000 kg, la qual cosa suposa un augment de 18.000 kg, prop d'un 10% més que el L-1011-1, donant als avions un radi d'abast lleugerament major que en la versió -50, però sense disposar del tanc de combustible addicional, era menor que la del L-1011-100. El primer avió va ser convertit per la companyia MBB a Lemwarder (Alemanya) durant l'hivern de 1988-89, i lliurat a Air Transat l'11 de maig de 1989.
Per la variant L-1011-150 es van modificar un total de 5 unitats.

##### L-1011-250
El L-1011-250 va ser desenvolupat com una actualització dels últims models del L-1011-1 i de tots els L-1011-100 i L-1011-200. Es va incrementar el pes màxim a l'enlairament fins als 230.000 kg, i la capacitat de combustible dels 89.335 litres, fins als 119.735 litres. En aquesta variant també s'utilitza el motor RB211-524B4I actualitzat, versió que podria ser fàcilment actualitzada des dels motors RB211-524B del L-1011-200, però requeria una nova remotorització des dels L-1011-1 i L-1011-100, que utilitzaven el RB211-22B. La millora va permetre que el L-1011-1 aconseguís les característiques de llarga distància del McDonnell Douglas DC-10-30.
Aquesta versió era aplicable a tots els models L-1011, per la qual cosa Lockheed havia previst un total de 50 a 60 conversions a aquest estàndard. No obstant això, Delta Air Lines va ser l'única aerolínia que va prendre la decisió de millorar sis L-1011-1 a la versió -250.

#### Conversions a carguers
Un total de sis L-1011 van ser convertits a avions de càrrega, un dels quals ho va fer per la companyia Hayes International (actualment Pemco Aeroplex), i els altres cinc eren L-1011-200 convertits per Marshall Aerospace.

#### L-1011-500 de la Royal Air Force (RAF)

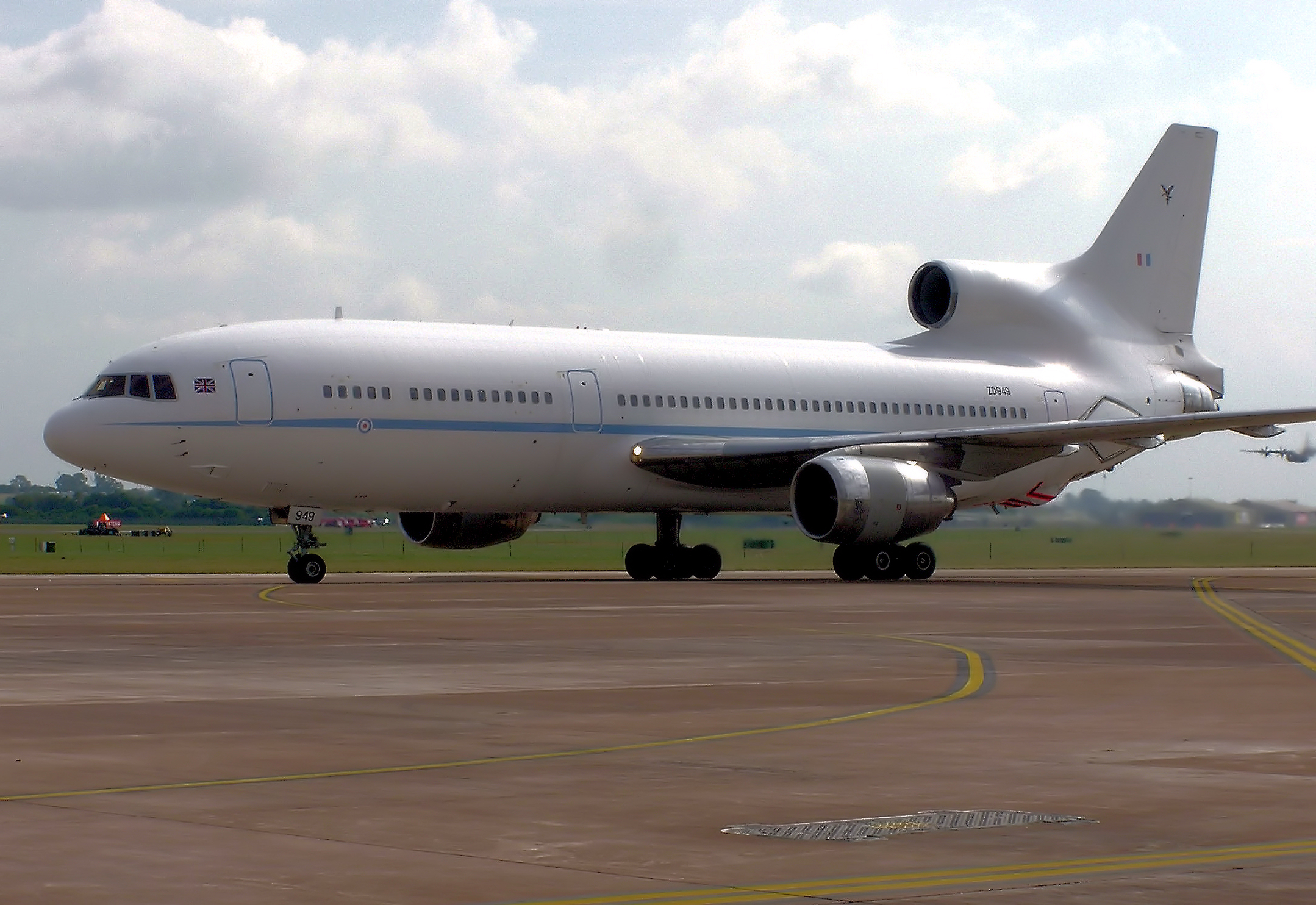
Un L-1011-500 Tristar K.1 (ZD949) durant el Royal International Air Tattoo de 2005 que es va celebrar en la base aèria RAF Fairford (Gloucestershire, Regne Unit).

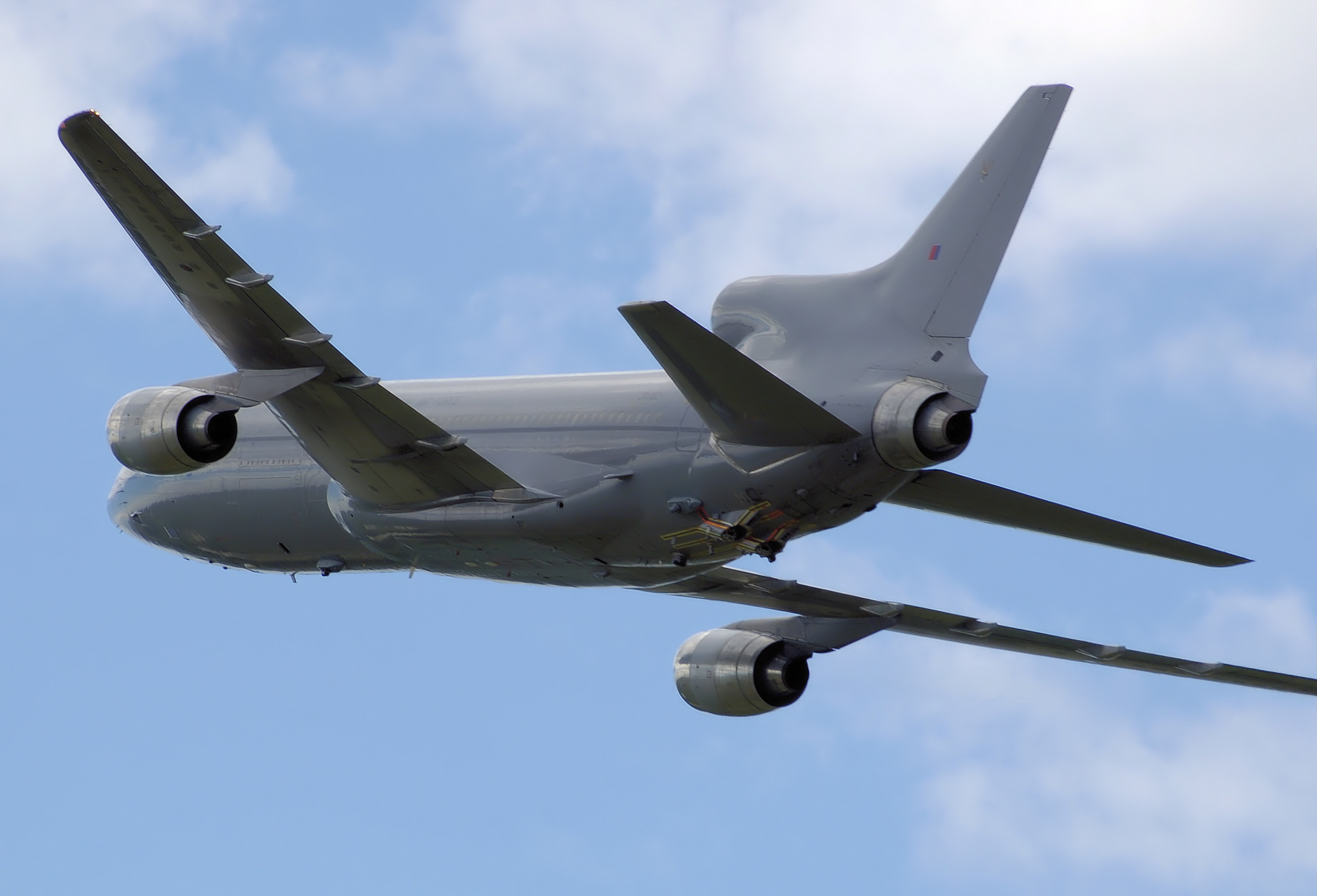
Un L-1011-500 Tristar KC.1 (ZD952) de la Royal Air Force.

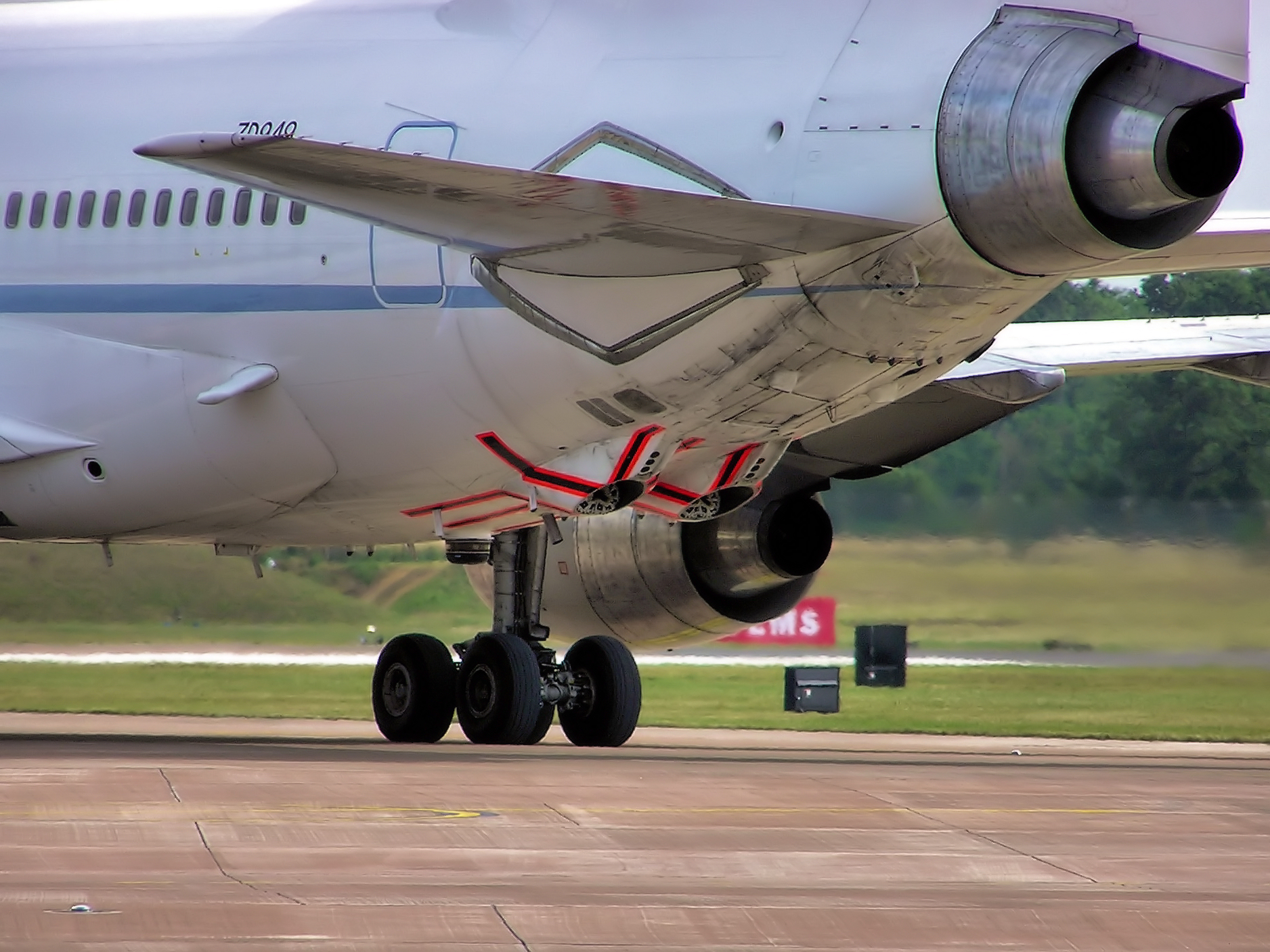
Detall de les cistelles d'abastiment en vol del L-1011-500 Tristar K.1 (ZD949).

Un total de nou L-1011-500 TriStar, sis pertanyents a la British Airways i tres de la Pan Am, van ser adquirits per la Royal Air Force britànica per ser utilitzats com a avions de càrrega i de abastiment en vol. Els TriStar van ser comprats immediatament després del cessament de les operacions de la Guerra de les Malvines per millorar la capacitat de llarg abast de la RAF en missions de transport i abastiment en vol. Una comanda inicial per les aeronaus TriStar de British Airways va ser realitzat el 14 de desembre de 1982, al qual se li va sumar la compra de tres avions de la Pan Am el 1984.
Marshall Aerospace va realitzar la modernització dels TriStar. Dos de les aeronaus són avions de passatgers i abastiment, designats TriStar K1. Altres quatre que podien operar com a avions d'abastiment, així com carguers o avió de passatgers, coneguts com a TriStar KC1. Els tres restants són avions de passatgers: dos TriStar C2 i el solitari TriStar C2A. Aquest últim es diferencia dels C2 en què compta amb diferent aviònica i un interior renovat.
TriStar K1
Conversió d'antics TriStar 500 de British Airways per a missions de transport i abastiment (no disposen d'una comporta de càrrega); dos avions.
TriStar KC1
Conversió d'antics TriStar 500 de British Airways per a missions de transport, càrrega i abastiment; quatre avions.
TriStar C1
Conversió d'antics TriStar 500 de British Airways utilitzats com a avions de passatgers abans de ser convertits a la versió d'abastiment.
TriStar C2
Conversió d'antics TriStar 500 de Pan Am utilitzats com a avions de passatgers; dos avions.
TriStar C2A
Una antiga unitat de TriStar 500 de Pan Am utilitzat com a avió de passatgers, que compta amb diferent aviònica que la dels dos C2.

### Variants proposades
Lockheed va planejar construir algunes versions del L-1011 TriStar que mai van passar de la fase d'estudi. Eren les versions L-1011-300 TriStar, L-1011-400 TriStar i L-1011-600 TwinStar.

#### L-1011-300 TriStar
Era una versió allargada en 9 metres, la qual cosa feia una longitud total de 63,2 metres, capaç d'asseure a un màxim de 453 passatgers en una sola classe, creant-se una cabina inferior capaç de portar a 45 passatgers. El seu pes màxim a l'enlairament seria de 206 800 kg i el seu abast de 2.610 km. Aquesta versió va ser proposada a la companyia japonesa All Nippon Airways, que necessitava d'un avió de gran capacitat per a les rutes curtes, encara que finalment va acabar triant el Boeing 747-100SR en el seu lloc, per la qual cosa Lockheed va parar el desenvolupament.

#### L-1011-400 TriStar
Era una versió basada en el fuselatge del L-1011-500, però amb l'estructura de l'ala i tren d'aterratge del L-1011-1, i amb els motors Rolls-Royce RB211-22B amb un deu per cent menys de potència. Pensat per a rutes curtes, seria capaç de transportar entre 200 i 250 passatgers i tindria menys pes que la versió -500.

#### L-1011-600 TwinStar
Era una versió basada en L-1011-500, però amb dos motors Rolls-Royce RB211-524B en lloc dels tres del TriStar, i amb una part posterior totalment redissenyada. Aquesta versió estava pensada per transportar entre 200 i 250 passatgers, i s'havia proposat que fes la competència a l'Airbus A300-B2. D'haver continuat el projecte, estava pensat que entrés al mercat el 1985.

## Operadors

### Aviació civil

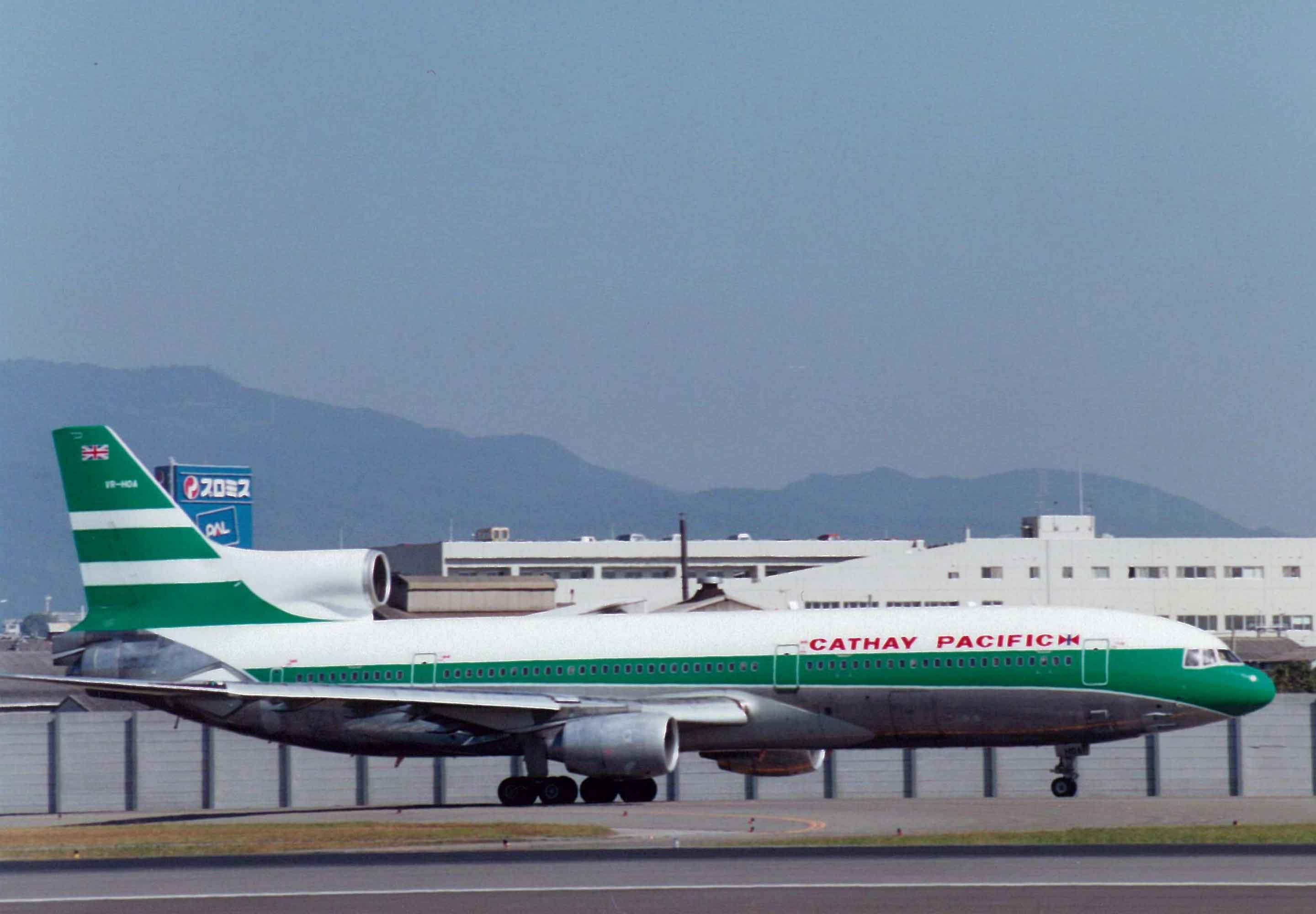
L-1011 pertanyent a Cathay Pacific a l'Aeroport d'Osaka.

Delta Air Lines va ser l'empresa que va operar el major nombre de L-1011 TriStar, amb un total de 70 aparells demanats i un màxim de 56 operant al mateix temps. L'aerolínia Cathay Pacific a la fi va ser la major empresa fora dels Estats Units que va emprar aquesta aeronau, després d'adquirir 21 aparells de la desapareguda Eastern Airlines.
La majoria dels grans usuaris del L-1011 ja van retirar aquest model de llurs flotes. La Cathay Pacific va retirar les L-1011 de la flota l'octubre de 1996, i les va reemplaçar pels Airbus A330-300. La Trans World Airlines en va retirar l'últim L-1011 el 1997. Per la seva banda, la Delta Air Lines els va substituir l'any 2001 per avions Boeing 767-300ER.
El L-1011 TriStar encara és emprat per petites empreses en l'inici del seu negoci. Aquestes empreses l'utilitzen en negocis de vols xàrter i en lloguers ACMI (Aircraft Crew Maintenance & Insurance; en català: «avió, tripulació, manteniment i contracte d'assegurança»). Un total de vuit Lockheed L-1011 estaven en servei comercial a desembre de 2010, sent operats per: Privilege-Rollins Air (2), Air Charter Express (2), Elit Aviation (1), Las Vegas Sands Corp (1), Sky Capital (1) i SAM Intercontinental (1).

### Aviació aeroespacial

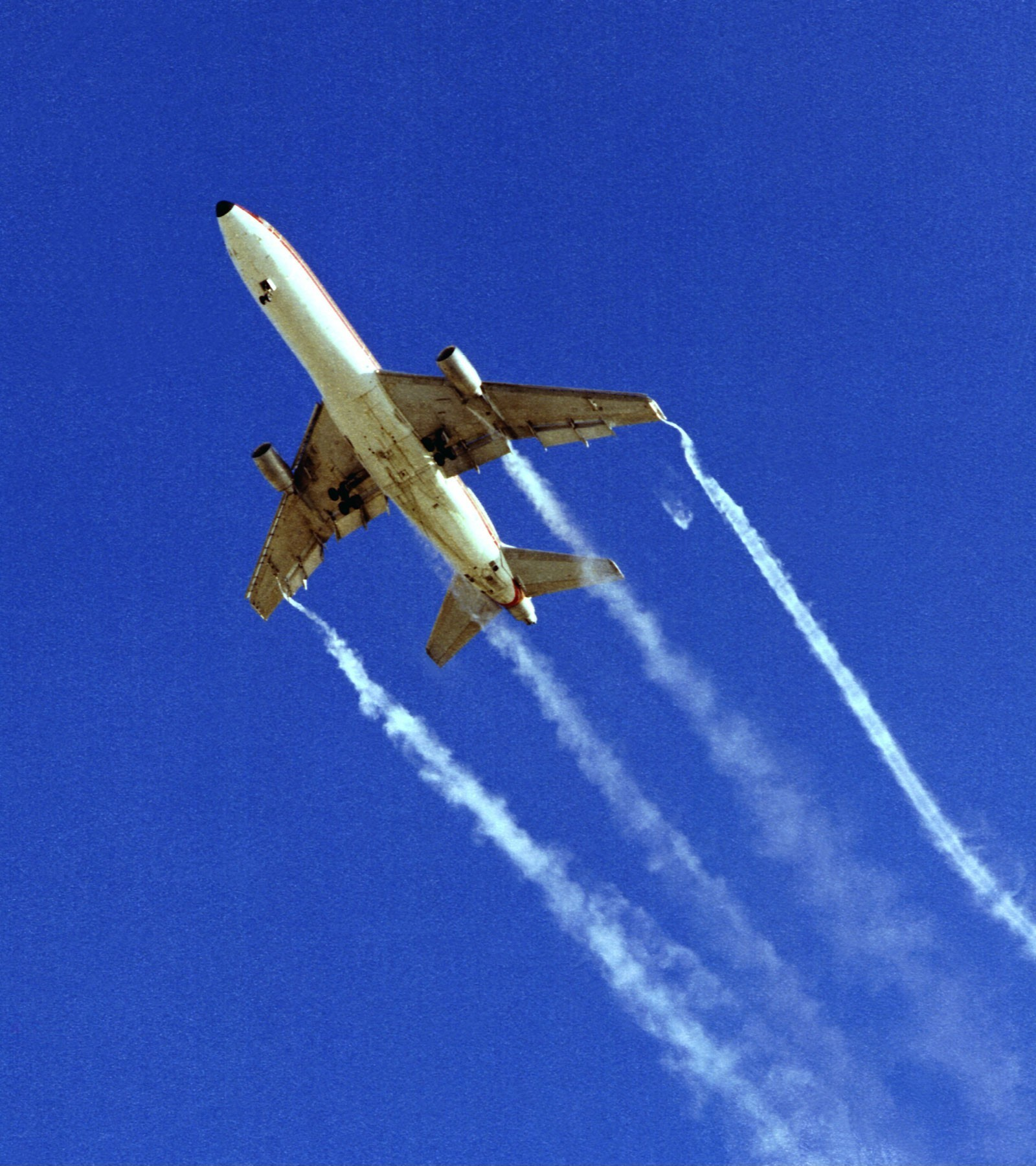
El L-1011-100 Stargazer d'Orbital Sciences. En aquesta imatge es poden apreciar els vòrtexs de punta d'ala que genera l'avió. Aquest experiment va ser part d'una investigació de la NASA.

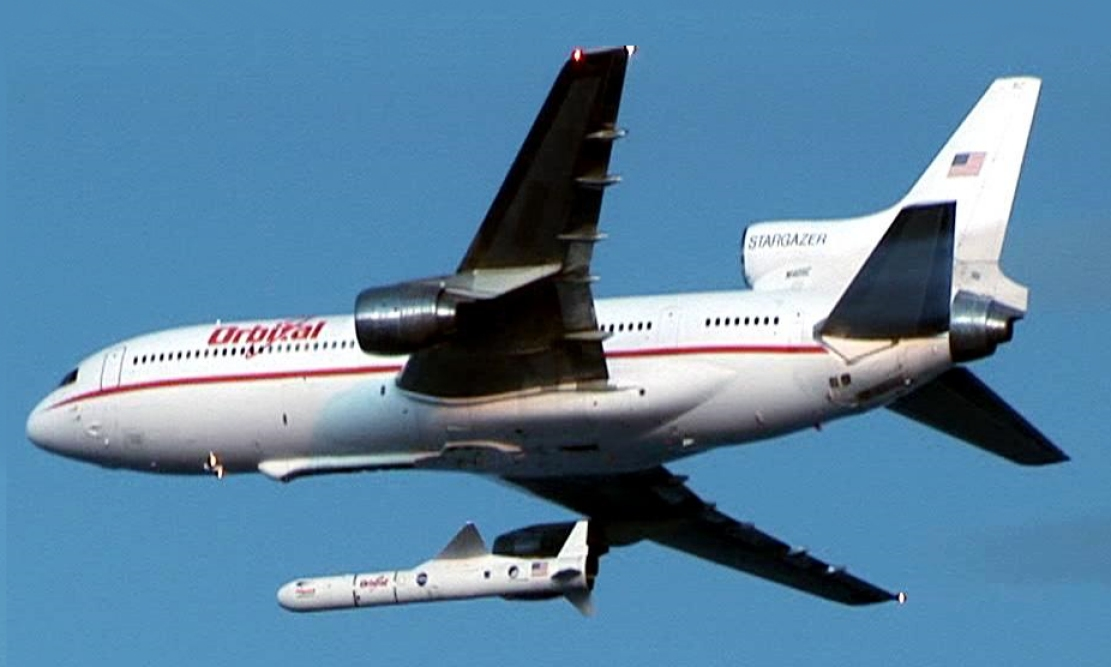
L-1011-100 Stargazer d'Orbital Sciences llançant el coet Pegasus.

A l'inici de la dècada de 1990, Orbital Sciences va començar a utilitzar una versió adaptada del L-1011-100, que va rebre la denominació Stargazer (en català: «astròleg»), per posar als coets Pegasus en òrbita sobre la Terra. Aquesta aeronau també va ser emprada per ajudar al Centre Dryden d'Investigacions de Vol de la NASA als programes espacials dels projectes X-34 i X-43. La NASA també va realitzar investigacions aerodinàmiques en el L-1011 de l'Orbital Science el 1995. En aquest experiment s'analitzaven els vòrtexs generats per l'avió, a causa que són una font de resistència aerodinàmica, a més de que es dona la possibilitat que puguin generar situacions de perill per als avions petits que segueixen a l'aeronau més gran.

### Aviació militar

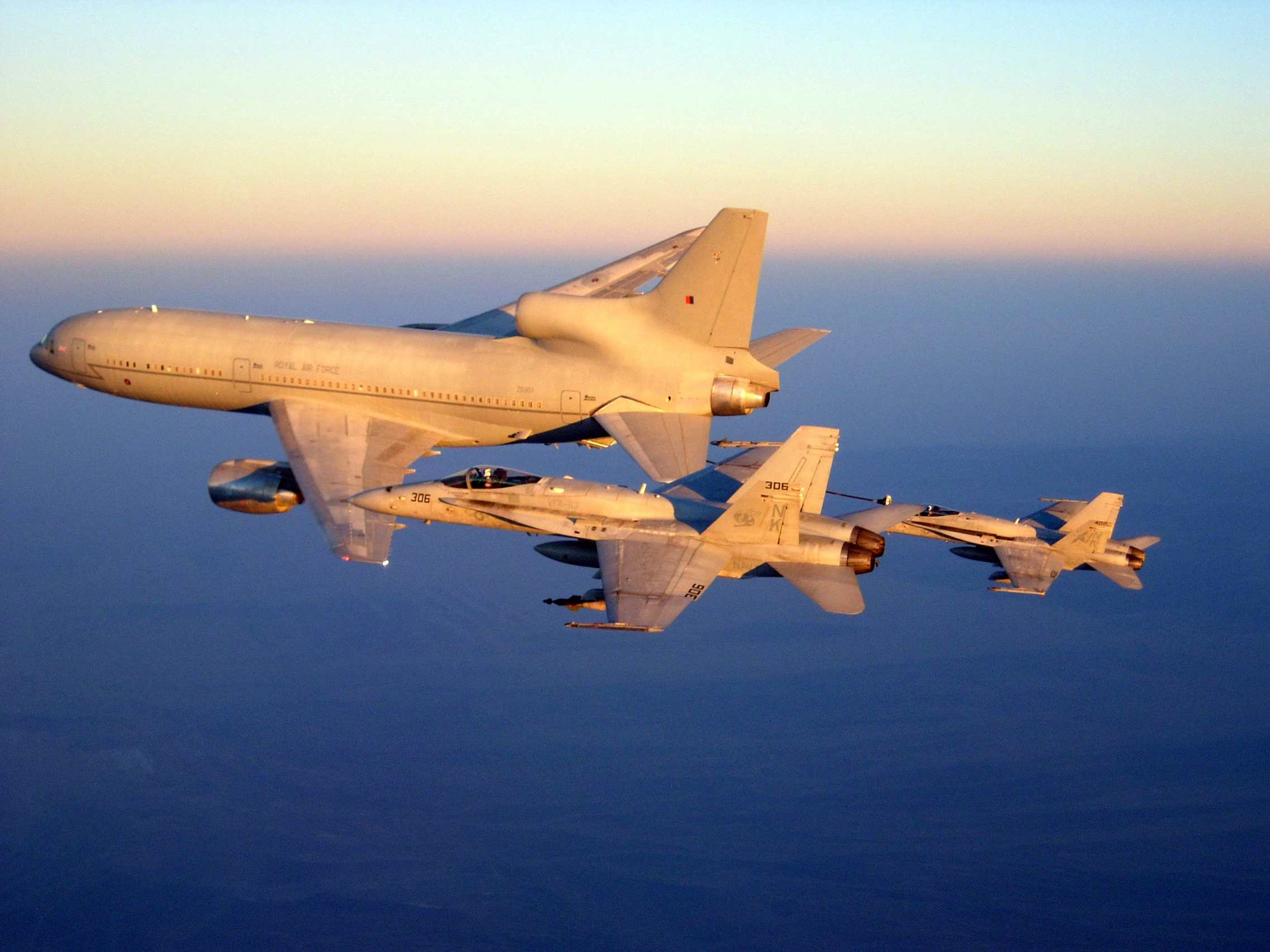
Un Lockheed Tristar K.1 (ZD951) abastint un McDonnell Douglas F/A-18C Hornet de l'Armada dels Estats Units a l'espai aeri de l'Afganistan.

El TriStar també va ser utilitzat com a aeronau d'abastiment en vol i com a aeronau de transport de passatgers i càrrega per a diverses forces aèries. En l'actualitat el seu únic operari militar és la Royal Air Force (RAF) que opera un total de nou L-1011. Les aeronaus són L-1011-500 que anteriorment van pertànyer a British Airways i Pan Am. Totes les aeronaus serveixen l'Esquadró 216 a la base aèria de RAF Brize Norton. TriStar va romandre en servei amb la RAF fins a l'any 2015, quan van ser substituïts pels Airbus A330 MRTT del programa Future Strategic Tanker Aircraft.

## Incidències i accidents

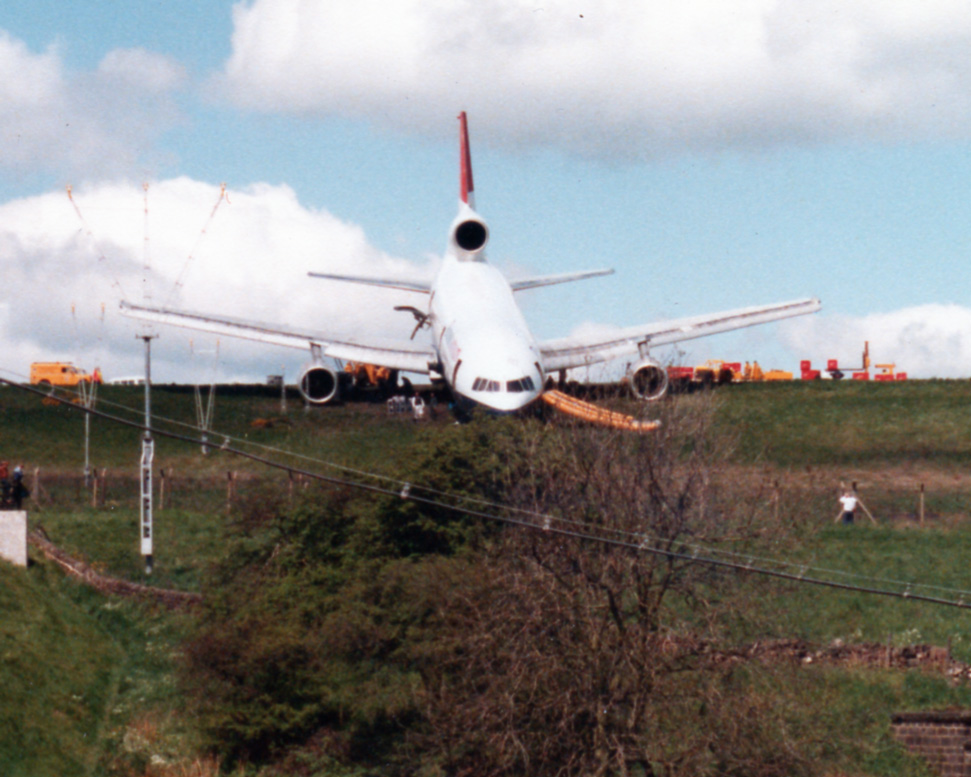
Sortida de pista a l'Aeroport Internacional de Leeds Bradford d'un TriStar de la British Airtours l'any 1985.

Fins a l'agost de 2008, el L-1011 va estar involucrat en 56 incidents, incloent 10 accidents aeris i 534 persones mortes.

### Incidències i accidents importants
- El 29 de desembre de 1972, es va estavellar el vol 401 d'Eastern Airlines a la regió dels Everglades a Florida (Estats Units d'Amèrica), com a resultat d'una error de la tripulació en comprovar erròniament els instruments de vol. Això va ser a causa d'un problema amb els indicadors del tren d'aterratge.[100] Aquest accident va ser tema de dues pel·lícules per a la televisió: Crash i El fantasma del Vol 401.[101] També l'accident va ser recreat i estudiat en un episodi del programa de National Geographic Mayday: Catàstrofes aèries.[102]

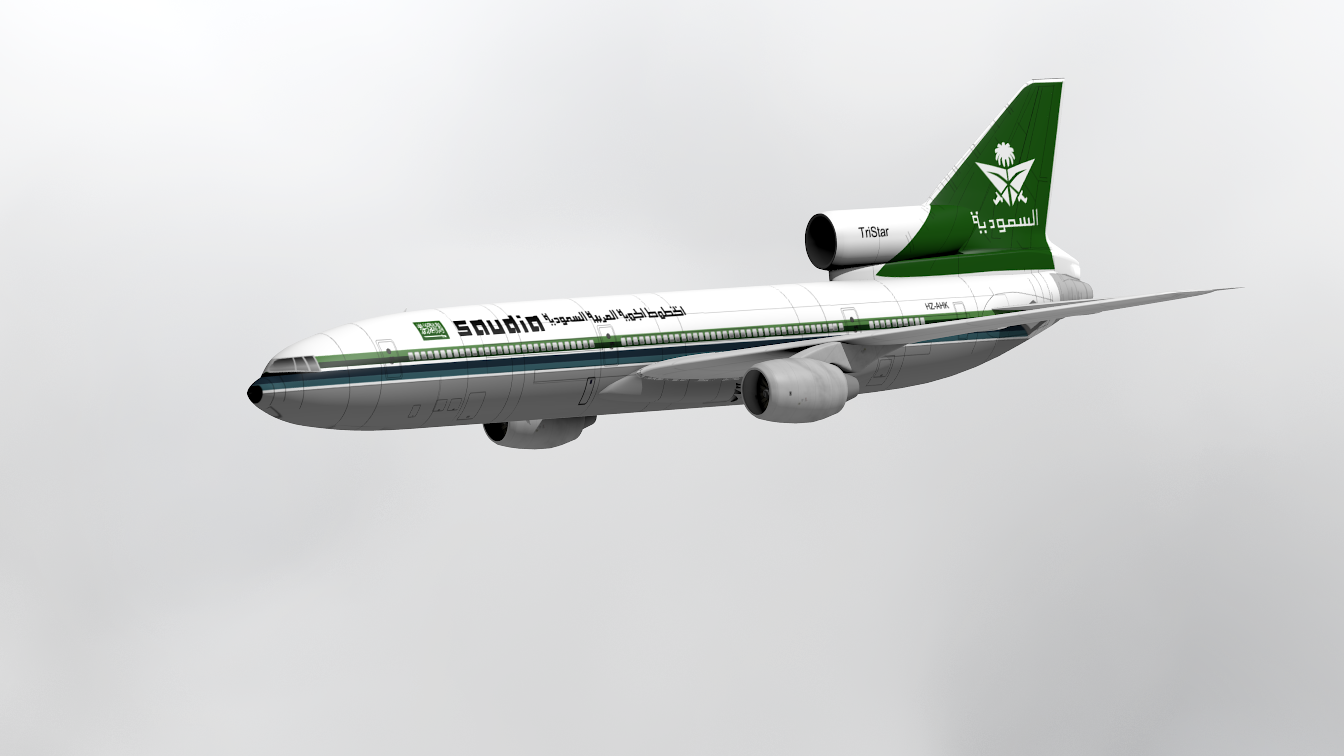
Representació virtual del L-1011 del vol 163 de Saudia.

- El 19 d'agost de 1980, un incendi va destruir en terra al L-1011 utilitzat pel vol 163 de Saudia, després d'un aterratge d'emergència a l'Aeroport Internacional de Riad a causa del foc que s'havia declarat en la part posterior de l'avió. El retard en l'inici de l'evacuació es va traduir en la mort de tots els 287 passatgers i dels 14 tripulants.[103][104]

- El 23 de desembre de 1980, al L-1011 que realitzava el vol 162 de Saudia se li va rebentar un pneumàtic en vol, que va penetrar en la cabina de passatgers. L'avió va perdre la pressurització de la cabina i dos dels passatgers van morir en sortir expulsats de l'aparell.[105]

- El 22 de setembre de 1981, un L-1011 d'Eastern Airlines, amb matrícula N309EA,[64] en vol des de Newark (Nova Jersey) cap a Puerto Rico, va sofrir un greu error del motor de cua, explotant a 14.500 peus d'altitud.[106] Els fragments d'aquest motor van causar danys en els quatre sistemes hidràulics de l'avió. No obstant això, el líquid hidràulic es va perdre en 3 dels 4 sistemes, ja que els fragments que van impactar en el fuselatge i no van penetrar els conductes del quart sistema hidràulic. El líquid d'aquest sistema va tenir la suficient pressió per permetre a la tripulació l'aterratge a l'Aeroport Internacional John F. Kennedy, però amb un ús limitat de les superfícies de vol. No va haver ferits.[107][108]

- El 5 de maig de 1983, el Vol 855 d'Eastern Airlines que realitzava la ruta de Miami cap a Nassau, va patir una avaria del motor número 2 a causa de la baixa pressió de l'oli, tornant cap a Miami. Els dos motors restants van fallar poc més tard. Sense embranzida, el vol 855 va descendir des dels 13 000 fins als 4 000 peus per reencendre els motors. El vol va arribar a la península de Florida sense ferits. L'incorrecte manteniment dels motors va ser el causant de la pèrdua d'oli en els tres motors.[109][110]

- El 2 d'agost 1985, el Vol 191 de Delta Airlines es va accidentar quan es trobava realitzant l'aproximació a l'Aeroport Internacional de Dallas-Fort Worth en condicions climàtiques de cisallament.[111] En l'accident van morir 8 dels 11 tripulants i 128 dels 152 passatgers a bord, així com una persona en terra.[112]

- El 3 de maig de 1986, el volo 512 d'Air Lanka, va acabar explotant en terra quan estava a l'Aeroport Internacional Bandaranaike de Colombo (Sri Lanka), provocat per l'explosió d'una bomba en el compartiment posterior de càrrega. En aquesta explosió van morir un total de 21 persones i 41 van quedar ferides.[113] Se li atribueix l'autoria d'aquest atemptat al grup terrorista Tigres d'Alliberament de Tamil Eelam, que pretenien sabotejar els plans de pau amb el Govern de Sri Lanka.[114]

- El 30 de juliol de 1992, el capità del vol 843 de TWA va avortar l'enlairament poc després d'haver-se separat de la pista de l'Aeroport Internacional John F. Kennedy, responent així a un fals senyal d'entrada en pèrdua. L'avió va aterrar violentament, trencant un travesser de l'ala i incendiant-se. Les 292 persones entre passatgers i tripulació van evacuar l'avió, amb només 10 ferits lleus. L'avió va quedar destruït pel foc.[115]

## Denominacions i àlies
Tant l'Associació de Transport Aeri Internacional com l'Organització d'Aviació Civil Internacional designen una sèrie de denominacions curtes per referir-se a cada tipus d'aeronau. El Lockheed L-1011 empra les següents denominacions per referir-se a cadascuna de les variants.
| Lockheed L-1011-1/ -50 / -100 / -150 / -200 / -250 | L11 | L101 |
| Lockheed L-1011-500                                | L15 | L101 |
| Lockheed L-1011 carguer                            | L1F | L101 |

A més de rebre l'àlies oficial de TriStar, el L-1011 també ha rebut els següents sobrenoms:
- BiStar («dos estrelles»).
- Tritanic (joc de paraules amb Titanic).
- The Whisperliner («el xiuxiuejador»).
- Lead sled («el trineu de plom»).

## Aeronaus en exhibició
El Museu d'Història de les Aerolínies a Kansas City (Missouri, Estats Units) va aconseguir un L-1011 en estat operatiu per a la col·lecció permanent del museu en exhibició des del gener de 2010. També el Delta Heritage Museum alberga una secció del prototip del Lockheed L-1011.
D'altra banda, un L-1011-200 de la companyia Saudia es troba en exhibició en el museu de les Reals Forces Aèries Saudites a Riad (Aràbia Saudita).

## Especificacions (L-1011-200 TriStar)
Dades de Federal Aviation Administration, L-1011 Specificacions.
Característiques generals
- Tripulació: 3 (pilot, copilot i enginyer de vol).
- Capacitat:

- 400 passatgers en una classe o
- 330 passatgers en dues classes o
- 253 passatgers en tres classes.

- Càrrega útil: 90 848 kg
- Longitud: 54,20 m
- Envergadura: 47,30 m
- Alçada: 16,87 m
- Superfície de l'ala 321,1 m²
- Pes buit: 105 052 kg
- Pes carregat: 209 000 kg
- Motor: 3× Turboventilador Rolls-Royce RB211-524B , 50000 lbf cada un

 Rendiment 
- Velocitat màxima: 0,95 Mach
- Velocitat de creuer: 0,9 Mach
- Abast: 7419 km
- Sostre de servei: 12801,6

## Cultura popular
Pel·lícules

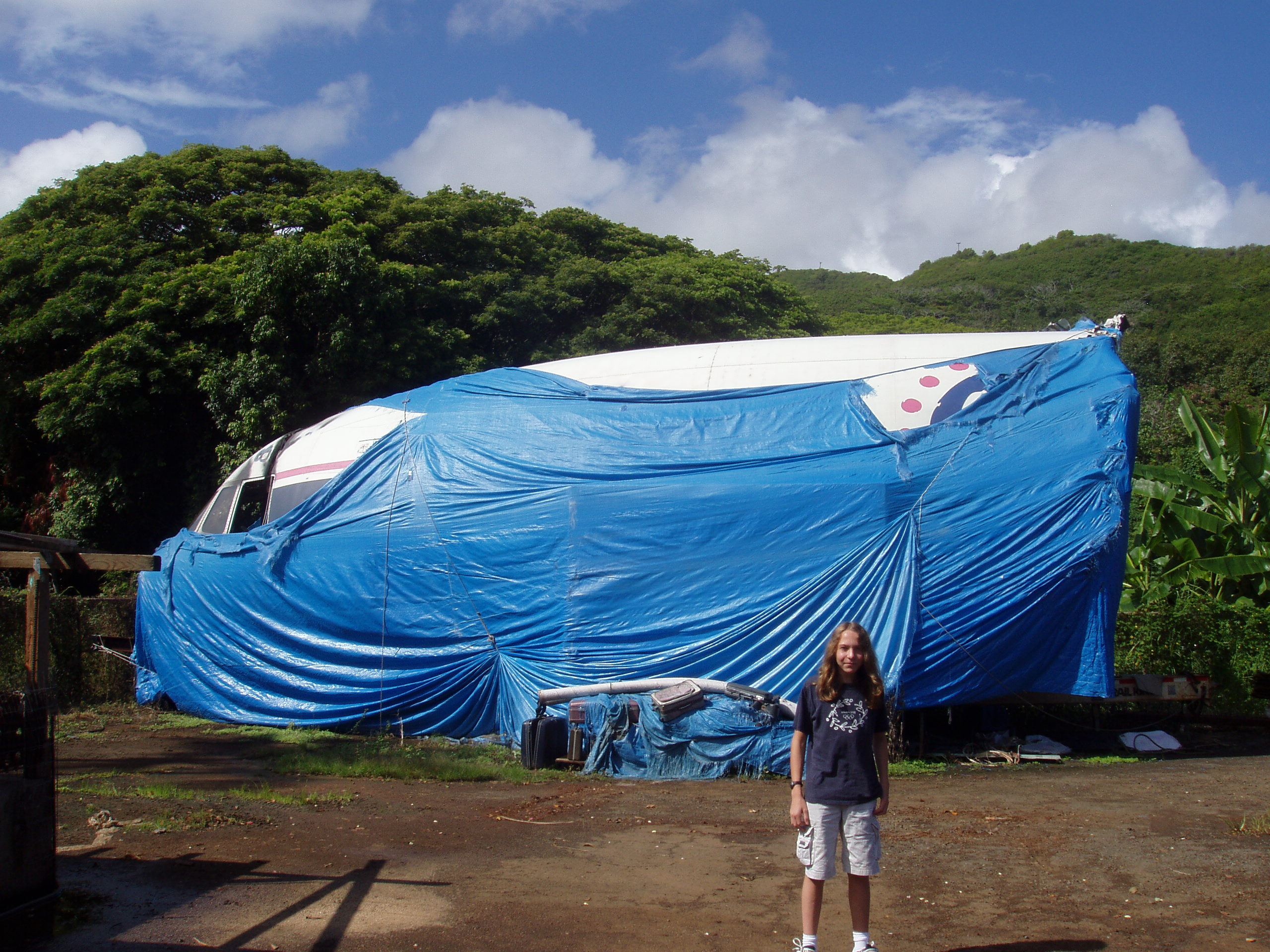
Secció davantera del L-1011 TriStar emprat per la sèrie de televisió Lost.

L'avió emprat en l'escenari de l'accident del primer episodi la sèrie de televisió Lost és un L-1011 desmantellat, que anteriorment va pertànyer a Eastern Airlines i posteriorment a Delta Air Lines. En aquest episodi, el vol 815 d'Oceanic Airlines era operat per un Boeing 777, en comptes del Lockheed L-1011 al qual pertanyen les restes de l'escenari.
El Tristar és l'avió en què volen els personatges de la pel·lícula per a televisió The Langoliers, basada en una novel·la de Stephen King.
En el rodatge de la pel·lícula Passatger 57, protagonitzada per Wesley Snipes, va ser emprat un Lockheed L-1011-500.
Música
El L-1011 va servir d'inspiració per al nom del grup de música post-rock El Ten Eleven.
Videojocs
En els simuladors de vol existeixen una o més variants del Lockheed L-1011 TriStar, com el simulador de vol de codi obert FlightGear, així com en el sector comercial en Microsoft Flight Simulator, i llançat per l'empresa Just Flight l'any 2001, inclou les variants -100/-200/-250 i -500 del TriStar, així com 16 lliurees de diferents aerolínies.
Fenòmens paranormals
També es relaciona el TriStar amb una llegenda urbana en la qual apareixen involucrats fenòmens paranormals. Després de l'accident del vol 401 d'Eastern Airlines, algunes parts de l'aparell accidentat van ser recuperades després de la investigació de l'accident, i empleades com a recanvis en altres avions. Després de la reutilització dels components, diversos empleats van començar a difondre que se'ls apareixien fantasmes a bord d'aquests L-1011. Les suposades aparicions dels esperits de Don Repo i Bob Loft, tripulants del vol accidentat, van començar a ser difoses a través de diversos empleats d'Eastern Airlines. No obstant això, el director executiu de l'aerolínia va qualificar aquestes afirmacions com a escombraries, i des de la companyia es va avisar els seus empleats que es podrien enfrontar a l'acomiadament si seguien difonent aquestes històries de fantasmes.

### Aeronaus similars
- McDonnell Douglas DC-10
- Airbus A300

### Seqüències de designació
- Avions civils de Lockheed: Vega (1928) • Model 10 Electra (1935) • Lodestar (1940) • Constellation (1943) • L-188 Electra (1956) • L-1329 JetStar (1961) • L-100 Hercules (1965) • L-1011 TriStar (1970)